# 幽☆遊☆白書の登場人物一覧
この項では、冨樫義博による週刊少年ジャンプに連載されていた漫画『幽☆遊☆白書』、および、それを原作にしたテレビアニメ版の登場人物について説明する。

## 主要キャラクター
浦飯 幽助（うらめし ゆうすけ）
声：佐々木望
主人公。初登場時14歳。皿屋敷中学2年生。
桑原 和真 （くわばら かずま）
声：千葉繁
初登場時は皿屋敷中学2年生。幽助のライバル的存在。
蔵馬（くらま） / 南野 秀一（みなみの しゅういち）
声：緒方恵美、中原茂（妖狐）
元盗賊の妖怪。とある事情から霊界から逃げて、人間界では南野秀一として生活している。正体は狐が妖怪に変化した妖狐。
飛影（ひえい）
声：檜山修之
盗賊にして邪眼師の妖怪。雪菜の双子の兄。炎の妖気使い。
幻海（げんかい）
声：京田尚子（若年期：林原めぐみ）
霊光波動拳の使い手で、幽助の師匠。暗黒武術会編では浦飯チームの謎の覆面戦士として、本来の年齢より若返った少女姿で戦った。
雪村 螢子（ゆきむら けいこ）
声：天野由梨
ヒロイン。皿屋敷中学2年生。幽助の幼馴染にして、同級生の少女。
幽助とは幼稚園のころからの腐れ縁であり、ケンカが絶えないが相思相愛の仲。1月31日生まれのA型。趣味は料理と掃除。好きな色は青。初期は長髪だったが、火事場から幽助の肉体を助けた際に髪を焼いたため、静流に切ってもらい、短髪にしたが、髪に関しては、コエンマ曰く「霊界獣の卵に集めた徳同様に、螢子を助けるための代償の1つ」であった。アニメ版では、卵と引き換えだったため、代償ではなくなっている上、静流も登場しなかったため、切ってくれたのが静流なのかは不明。第一女子高校入学後は再び髪を伸ばすようになる。実家は定食屋「雪村食堂」を経営。将来は教師志望。高校卒業後は四谷大学の教育学部に進学予定。
勝気だが才色兼備かつ品が良い性格で周りからの信頼も厚い。幼いころから周囲から疎まれ孤独な面のある幽助の面倒を見てきたため、彼のすることには反対せず、人知を超えた戦いをも健気に見守っている。幽助が魔族になっても彼への想いは変わることはなかった。ジャンプ・リミックス版による「これまでのあらすじ」のキャラクター紹介では（その後すぐに「?」が付いているが）ツンデレと記載されている。得意技はビンタで、幽助曰く、陣以上の威力を誇る。また、幽助のとばっちりで酷い目に遭った際は幽助曰く「螢子のビンタが入った後、幽助が謝罪して収まる」というのがパターンとのこと。
魔界に旅立つことにした幽助が帰ってこれるかどうかを曖昧に答えたためか、突き放す形で別れを言い渡すが、幽助とのケンカの後に何度も言われ続けた「結婚しよう」の言葉を信じ、彼を待ち続けることにした。その後、幽助は帰ってきたが、3年経たないうちに帰ってきたので、結婚に関しては保留中である。
正聖神党の一件で幽助が異次元砲の3つあるボタンから1つを選ぶことになり、プーに乗り移った幻海による「ゲン担ぎ」の言葉に押された際、「あっち（正聖神党）が神なら、こっちは女神だ」という理由から、螢子の好きな色である青のボタンを選択した。このことは、その後の幽助の様子がおかしいことを尋ねた桑原により蔵馬と目配せの後に暴露され、その場に居合わせていた中から桑原姉弟、蔵馬、ぼたんから爆笑を買うことになり、ぼたんに至っては、腰掛けていた倒木から後ろへずり落ち、足をバタつかせていた。
同人誌『幽遊白書終了記念 ヨシりんでポン!』の「突撃インタヴュー 原作者にきけ」の中で、冨樫は「一番嫌いなキャラクターは？」という質問に螢子の名前を挙げており、その理由を「漫画のキャラクターとしてありがちだから」と述べている。完全版の表紙にヒロインを出していないことに、冨樫は表紙イラストの作業を完了するまで気付かなかったとコメントしている。
アニメ版を初めとしたメディアミックスでは原作よりもヒロインの位置付けを強調し、幽助以上にプーの保護者としても描かれてもいる。原作では直接関わらなかった仙水編ではプーを追って静流と蟲寄市にやってきて、神谷のウイルスの被害に遭ったことが元で事件に関わるようになる。また、幽助が魔族状態で帰還した際に事情を知らない一同が幽助と分からずに困惑する中、ただ一人幽助であることに気付き真っ先に出迎えた。魔界編では帰ってくる約束をして雪村食堂を後にした幽助を窓から見送り、最終回では帰ってきた幽助とキスをした。
ミュージックバトル1の暗黒音楽会では、疲労した幽助の代わりに歌い、彼を回復させた。ジャケットでは、マラカスを手にしている。
『100%マジバトル』では6月14日に開催されたジューンブライドガチャの限定キャラとしてウェディングドレス姿で参戦した。
第1回キャラクター人気投票では第8位にランク入り。
ぼたん
声：深雪さなえ
死者を霊界に連れていく霊界案内人。生年月日、年齢、血液型は全部不詳で、趣味は空中散歩。髪の毛をポニーテールで結っている。通常時は着物姿で、櫂（カイ）に乗って空を飛ぶ。人間界では実体のある身体（人形のような仮初めの物）で活動。アニメ版では霊体の身体が、そのまま必要に応じて可視化・実体化する。髪色は原作・アニメ共に水色だが、完全版では黄色になっている。
本人曰く‘死神のような’職のわりにはドジで快活で明るく、喜怒哀楽をハッキリ顔に出す人間以上に俗世っぽさの色濃い性格。容姿も優れており、桑原が心中で「かわいいねーちゃん」と評している。好奇心半分ながら、常に幽助と螢子の仲を気にしたり、同僚（あやめ）とコエンマの間を気遣ったりと、周囲への気配りを絶やさないと、非常に友人思い。気まずくなるとネコのような顔になり、アニメでは口調まで変わる。
車に轢かれて一度死んだ幽助の御目付け役を務め、幽助が生き返った後は霊界探偵の助手として幽助たちをサポートする。霊力はそこそこ強く、心霊医術による幽助らの回復や妖気の防御といった面でしばしば活躍。ドラマCD版では、バイクを運転する場面がある。
暗黒武術会においては、螢子と静流に（原作では温子にも）口を滑らせてしまったことから、彼女たちに幽助たちが妖怪と戦っていることも明かした上、武術会に連れて行くことになる（アニメ第27話）。また、アニメ版では浦飯チームのトレーナーとしても活動したが、実際はマネージャー的存在だった。
ミュージックバトル1の暗黒音楽会では、浦飯チームのキーボードを担当。
『100%マジバトル』では2020年3月16日に開催した1.5周年本気感謝祭の新キャラとして、着物で櫂に乗った姿で参戦した。
第1回キャラクター人気投票では第5位、第2回では第6位にランク入り。
名前の由来は死を連想させる花（牡丹）からで冨樫曰く「死神に相応しいから」とのこと。

## 主要キャラクターの家族

### 浦飯幽助の家族
浦飯 温子（）
声：沢海陽子
幽助の母親。29歳。
ズボラで破天荒な性格だが、息子を大切に思い、確かな愛情を持ち合わせている。しょっちゅう酔っ払っている鯨飲の酒好きで、酒に関してはうわばみどころの騒ぎではない（幽助曰く「（へべれけで幽助の遺影に文句を言いながら箸で叩いていた温子を見て）あーなってからが長いんだ、（酔いつぶれるまで）3日はかかる」）。
裏社会とも繋がりがあり、金バッジから金を巻き上げたり（幽助も見たことがある）、アパートを放火された際は金バッジからマンションを巻き上げ、復活した幽助の復学のために黒塗りの車に乗った人たちを連れて校長に頼んだりした（本人は「泣いて頼んだら承諾してくれた」と言っていたが、幽助の見立てでは「泣いたのは校長のほう」）。なお、裏社会との繋がりおよびそれに関連した行為は、アニメ版ではカットされている。
原作の仙水編では、自宅付近で幽助と仙水の初戦を見届けた後、プーと共に家に残っていたが、幽助の死と共にプーが動かなくなったことに呆然としていたところをニュースを観て駆けつけた螢子と会い、プーの覚醒を2人で目撃した。
原作では暗黒武術会の応援を始め、要所要所で登場しているが、アニメ版では武術会の応援には加わらず（螢子と静流が、ぼたんから事情を説明されるシーンで酔いつぶれていた）、武術会以降は登場しなくなり、彼女の行動や発言のいくつかは、ぼたん、静流、ジョルジュが担当し、プーの覚醒を螢子と共に目撃する役は静流が担った。それでも存在を完全に忘れられたわけではなく、第111話で幽助の思い浮かべた人物たちの中には温子の姿もあった。武術会に同行しなかった理由は、監督の阿部記之によれば「プロデューサーの意向」だったという。息子を心配する母親がいる状況では幽助を能天気に描けない、危機があるたびに母親のリアクションを入れるのは大変と述べている。
幽助の父
魔界トーナメント終了後の話に登場する、幽助の（人間としての）父親で、温子の元夫。
温子とはケンカ別れ同然で離婚しているが、不定期に会っている（ただし、幽助が生まれた当時、温子は15だったため、籍を入れたことがあるかどうかは不明）。温子に「金に困ってないのか」と話し掛けていたことから、それなりに裕福らしい。少なくとも3歳のころの幽助とは暮らしていたらしいが、それ以降は面と向かって会ったことがない様子。一緒に暮らしていたころは幽助に手を上げたこともあったらしいが、本人曰く「愛情表現の一つ」らしい。温子に復縁を持ちかけたが、「こうやってたまに会うからお互いアラが見えないだけで、一緒になればまた同じことになる」と否定され、さらに「今幽助に会ったら殺されるよ。アイツめちゃくちゃ強くなったからね」と釘を刺されたが、事情を知らない彼は自分が温子を殴った時に泣きながら向かってきた幽助の記憶しかないため今一信じ切れない様子。

### 雪村螢子の家族
雪村（ゆきむら）
声：荒川太郎
螢子の父親。「雪村食堂」を経営している。
幽助のことを「幽ちゃん」と呼び、可愛がっている。
初登場回では、桑原に憑依した状態で螢子に会いに来た幽助の話を信じず、妻と共に追い返している。
幽助が魔界に旅立つ日、食事をしに訪れた際には螢子に作らせるが「いつまで経っても上手くできない」と評した。螢子からは勉強中だと文句を言われるが、「親の手伝いもできねえほど勉強しなきゃ入れねえ学校なんざ入る必要はねえよ!!」と発言している。
雪村夫人
声：緒方恵美
螢子の母親。
夫ともに「雪村食堂」を経営し、夫同様、幽助のことを可愛がっている。アニメ版では原作より若く描かれた。
幽助復活の日に風邪で倒れてしまい入院。このため、螢子は母親に付きっきりになってしまい、幽助の復活の手伝いに遅れることになるが、ぼたんの霊界通信の媒体とされ、螢子を幽助の体のあるマンションに送り出した。
幽助が魔界に旅立つ日に幽助と螢子のやり取りを夫ともに見届けた（アニメ版では見届けたのは夫のみ）。

### 桑原和真の家族
桑原 静流（）
声：折笠愛
桑原和真より3歳上の姉。喫煙者。美容師志望。
霊感も喧嘩も弟より強く、和真にとって頭の上がらない人物。ドライな性格ではあるが、面倒見の良い姐御肌。好きなタイプは菅原文太&高倉健。幻海とは幽助たちが出会う前から面識があった。作者のお気に入りキャラ。原作では霊体編で初登場したが、アニメ版では雪菜編で初登場。
アニメ版では第32話で妖怪に襲われたところを左京に助けられ好意を持つという描写があり、左京が最期に渡したライターは武術会終了後も持ち続けており、仙水編でそのライターで煙草に火を付けている描写が確認できる。年齢設定は20歳（和真より6歳上）に変更され、螢子の保護者的な面も描かれた。
原作においては、弟のことは貶してばかりだったが、アニメ版では戸愚呂弟に殺されたと思ったときは涙を流し、その後、生きていたこと知ると憎まれ口を叩きながらも弟の無事を喜ぶ姿を見せた。魔界の扉編では、霊力が回復していないにもかかわらず、ライブを観に行った和真のことが気になり、浦飯家に足を運ぶ姿も見せた。
弟よりもはるかに霊能力者としての才能があり、和真曰く「本人に興味なし」とのことで修行などは一切していないにもかかわらず一定の霊能力は持ち合わせているようで、幻海にぼたんと共に5人分の結界を作るよう指示されたこともある（アニメ版では雪菜がぼたんと共に担い、結界の規模が4人分となった）。アニメでは普通の人間にはノイズにしか見えない霊界の指令ビデオを見て「この世のものじゃないね」と看破したり（原作でも目撃したが、特に言及していない）、能力者の領域を感じる他、神谷が作り出したウィルスを払い落としたりもした。
桑原（くわばら）
魔界統一後の話で登場する、和真と静流の父親。息子である和真のことは「カズ」と呼ぶ。サングラスにピアスを付け、アロハ風の服などファンキーな印象。身長194cm。雪菜のホームステイを許可する。霊界の動きに関する情報も独自に得ており、和真からは「誰から聞いたんだ、てめ」と驚かれているなど、桑原姉弟の霊能力は家系由来のものだということがよく判る描写となっている。
テレビアニメ版には未登場だったが、OVA版での「のるか そるか」には台詞なしだが登場している。
永吉（）
桑原の愛猫。
累ヶ淵中に捕らえられて、桑原を屈服させるための人質（猫質）にされてしまうが、幽助に救出される。
原作での出番は一度限りだが、アニメ版ではエンディング映像（第84話 - 第102話）での写真内や第97話でも登場している。

### 飛影の家族
雪菜（ゆきな）
声：白鳥由里

飛影の双子の妹にして、氷女の少女。6歳以上100歳未満。
鳥を初めとした動物好きで心優しい性格で人思いだが天然な面もある。桑原とは親密な関係だが、桑原からの求愛を理解しておらず、恋仲には発展していない。飛影が実の兄であることは知らないものの信頼を寄せている。容姿は飛影とは全く似ていないが、アニメでは瞳の色が同じで、身長も同じ。
掟を破って氷河の国を抜け出し、動物と遊んでいるところを人間に捕えられてしまう。左京の売買ルートに乗せられ、後に垂金が横流しをして5年間監禁されていたが、幽助一行に助けられる。なお、母の形見の氷泪石は自身の体内に隠していたために垂金に奪われずにすんだ。
救出後、氷河の国に戻るが、浦飯チームの力になるためと生き別れの兄探しのために、期限付きで人間界に戻ると、恩人である桑原たちの力になるべく、首くくり島に赴き、浦飯チームとその応援団と行動を共にするようになる。
武術会終了後は幻海の寺に居候していたが、結界解除により寺に居候する妖怪が増えた事から、魔界統一トーナメント終了後は幽助の協力を得て桑原家にホームステイする運びとなった。なおアニメ版では最終回でも幻海の寺に居候している姿が描かれている。普段は着物だが、人間界で暮らしてからはカジュアルな服装を披露。
実は期限付きというのは嘘で、兄を国から追放するほど、心を凍りつくしてまで種族存続を守ろうとする故郷を恨み、兄を探し出すのは、氷河の国への復讐のためだった。自分の兄が炎の妖気に包まれていたことを知っており、飛影が兄と近い種族だったため、飛影が魔界に旅立つ際に、自分の氷泪石を渡して欲しいとの口実と共に、兄の捜索を依頼する。氷河の国への恨みを吐露し、「滅びたってかまわない」と発言するが、飛影から叱咤された。
原作において、雪菜が飛影の妹だと明確に知っているのは、兄である飛影、幽助、蔵馬、軀（飛影と意識を共有して知った）、ぼたん、コエンマだけとなっている。なお、蔵馬については、アニメ版では最初から知っていたが、原作では幽助がすでに知っていると思って話題に出したために蔵馬に知られることになった。このことから、飛影は幽助に対し「よりによって一番厄介なやつに」と密かに怒りをぶつけている。
ミュージックバトル1の暗黒音楽会では、浦飯チームの応援を経て加勢。ジャケットでは、タンバリンを手にしている。
『100%マジバトル』では2020年9月30日に開催した2周年本気感謝祭の第3弾の新キャラとして着物姿で参戦した。
氷菜（ひな）
声：川村万梨阿
氷女。飛影と雪菜の母親。
氷河の国の掟を破り炎の妖気を持つ男性と密通し、忌み子である飛影を産んだために死亡する。
アニメ版では泪が飛影を捨てる現場に立ち会い、絶望し自ら命を絶つ。アニメ版でははっきりと容姿が描かれているが、原作では不明である。
泪（るい）
声：水谷優子
氷女。
氷菜とは懇意の仲であり、生まれて間もない飛影を国の掟に従い、天空に浮かぶ氷河の国から罪悪感を持ちつつ投げ捨てた。氷菜亡き後、雪菜の面倒を見ており、雪菜に兄の存在を告げる。
アニメ版では数年後、成長した飛影と氷菜の墓前で再会している。

### 蔵馬（南野秀一）の家族
南野 志保利（みなみの しおり）
声：滝沢久美子（第7話、ドラマCD版）、佐藤ユリ（第101話以降）
秀一としての蔵馬の母親。40歳（魔界の扉編より）。
蔵馬が9歳のとき、息子を庇って、両腕に傷が残るほどの怪我を負う。このことにより、蔵馬は完全に改心した。アニメ版では原作より若く描かれており、テレビ版では傷に関する話はカットされたが、OVAでは蔵馬の回想で傷を負ったシーンが描写された。
初登場時には重い病気を患っていたが暗黒鏡の力で回復に至る。
魔界編において、本来の予定である秋を繰り上げて7月に畑中と再婚。その直後、夏休み中は魔界に滞在する口実として蔵馬から8月一杯にかけての海外旅行をプレゼントされるが、結果として蔵馬に協力を仰ぐ際の人質として黄泉に利用されてしまう。
南野（みなみの）
秀一としての蔵馬の父親。
蔵馬曰く「少し前に死んだ」ため、現在は故人であり、蔵馬の回想内で1コマのみの登場。
原作とアニメでは顔が異なり、アニメ版ではメガネを着用している。
畑中（はたなか）
蔵馬の継父。中小企業の社長。
志保利とは彼女のパート先で出会った。蔵馬は幽助と出会った際に「俺がいなくなっても、彼（畑中）がいてくれるから、母は大丈夫」と発言したことから、蔵馬からも信頼されている。アニメ版では容姿が異なる。
暗黒武術会編では志保利とデートをしている光景が描かれたが、呂屠の使い魔に志保利共々、狙われていることには気づいていなかった。
仙水編において、秋で志保利との再婚が決まったが、魔界編では予定を初夏に繰り上げた。
アニメ版では初登場である盗賊編には登場せず、魔界編で登場。
畑中 秀一（はたなか しゅういち）
声：深水由美
蔵馬の継弟で中学生。母の再婚相手（畑中）の1人息子。
蔵馬を「秀兄ィ」と呼び、関係は良好なようである。アニメでは再婚前は「秀一さん」と呼び、再婚後は「兄さん」と呼んでいる。蔵馬も再婚前は「秀一くん」と呼んでいたが、第108話では「秀一」と呼び捨てしていることが示唆されている。
魔界編で初登場したが人質として、鯱の差し向けた空に身体を半年間に渡って乗っ取られていた。

## 皿屋敷中学

### 皿屋敷中学の教員
竹中（たけなか）
声：西村知道
皿屋敷中学の男性教師。厳格ではあるが人格者であり、幽助や桑原一行のことも不良だからとて見下さず、1人の生徒として見ている。
幽助からは「オレをぶん殴るのが趣味みてーな奴」と言われるほど体罰も辞さない姿勢で彼のことをよく叱るが、実際は気にかけており、幽助が死亡した際には哀悼の意を表したり、岩本が仕組んだ盗難事件で濡れ衣を着せられた際は擁護した。明石の工作を見破り、桑原の窮地を救ったこともあった。幽助が復学してきた時にはいつも通りの調子ではたきながらもうれしそうな表情をしていた。幽助と桑原一行も内心では竹中を慕っているようで、幽助は飛影との戦いで補習授業を抜け出した際には竹中に謝罪の言葉をかけ、桑原は岩本のことは呼び捨てにしているが、竹中のことは「竹セン」と呼んでおり（幽助も前述の補習授業の際に「竹セン」と呼んでいた）、桑原の舎弟たちは「竹中先生」と呼んでいる。
魔回虫に操られた岩本たちに襲われた後、通院するようになったが、幽助たちが進級したころには完治していた（アニメ版では、通院は語られず）。
岩本（いわもと）
声：稲葉実
皿屋敷中学の男性教師。陰湿かつ腹黒い性格で、幽助を「クズ」「不必要な膿」と非常に忌み嫌っており、どんな手を使ってでも彼を学校から追い出そうとする。
四聖獣編では魔回虫に操られ、同じ寄生者たちと共に螢子とぼたんを襲うも、幽助の活躍により未遂に終わる。桑原によると事件後、警察から事情聴取をされ続けたらしい（アニメ版ではカット）。
魔界編の導入部で再登場し、幽助のことを他の生徒に対する「悪い見本」として発言していた。以前に比べると幽助の存在価値を認めているかのような発言ではあるが、差別的なニュアンスであることに変わりないため、桑原から舌打ちされている。螢子からも良く思われていない。
幽助が初めて霊丸を使用した相手でもある。
明石（あかし）
声：西川幾雄
皿屋敷中学の男性教師（理科担当）で桑原の担任。卑劣な小心者で、幽助の通夜の際に岩本と共に幽助の死を嘲笑う発言をしたり、桑原の解答用紙に細工を施したりしたが、どちらの時も竹中に一喝された。
校長
皿屋敷中の男性校長。温子の懇願（というか脅迫）で、復活した幽助の復学を許可した。登場は後姿のみ。

### 皿屋敷中学の生徒
夏子（なつこ）
声：大谷育江
皿屋敷中学の女生徒。螢子の友人でおかっぱ頭に眼鏡をかけている。ツインテールの少女（声：緒方恵美）と行動していることが多い。
2人とも幽助のことを恐れており、その幽助と対等にいる螢子に驚いている。
累ヶ淵の不良にぶつかった際には因縁をつけられるが、桑原の舎弟たちに助けられた。
大久保（おおくぼ）
声：宇垣秀成
皿屋敷中学の男子生徒。桑原の友人にして舎弟。前髪をオールバックにした、少し丸い体型の少年。
母子家庭で幼い弟妹がいるため、特例でバイトをしている。桑原が雪菜の一件で渋くなったときの賭け事では「イメチェン」と考えた。明石との約束前の理科のテストは39点。メガドライブ版ゲーム（外伝）では実際に妹が登場。
桐島（きりしま）
声：真殿光昭
皿屋敷中学の男子生徒。桑原の友人にして舎弟。桑原一行の中では美形だがアニメ版ではキャラクターデザインが異なる。
桑原が幽助に挑んだ回数を正確に記憶している。桑原が雪菜の一件で渋くなったときの賭け事では「女にふられた」と考え、幽助から正解と評された。明石との約束前の理科のテストでは52点（アニメでは45点）。メガドライブ版ゲーム（外伝）では母親が登場。
原作第1回人気投票では9位にランク入り。
沢村（さわむら）
声：関口英司
皿屋敷中学の男子生徒。桑原の友人にして舎弟。丸刈り頭。
桑原の舎弟の中では隊長クラスであると同時に桑原のボケに突っ込む役。桑原が雪菜の一件で渋くなったときの賭け事では「映画に影響された」と考えた。明石との約束前の理科のテストは45点（アニメでは52点）。
桑原の舎弟3人は累ヶ淵の不良に絡まれた螢子たちを助けるなどの義侠心ある一面も見せ、リーダー（桑原）の男気を如実に表している。桑原の宿敵である幽助とは敵対関係にあったが桑原が幽助と友情が芽生えてからは幽助とも親しくなった。
高井（たかい）
皿屋敷中学の男子生徒。幽助の同級生。眼鏡をかけた、几帳面な感じの少年。岩本にオーダーメイドの（幽助曰く趣味の悪い）万年筆を盗まれた。
幽助の偽従兄弟
皿屋敷中学の男子生徒。他校の不良たちに絡まれた際に幽助の従兄弟を名乗って、不良たちを黙らせた上に財布まで手に入れた。喫煙しながら自慢げに話していた際に幽助に聞かれてしまい、彼から500円をカツアゲされる。その直後に現れた岩本は幽助の言い分も聞こうとせずに幽助を罵倒し、足下に落ちていた火の付いたままの煙草も幽助の仕業と思い込んだ。
アニメ版では喫煙とカツアゲは描かれず、カツアゲは殴ろうとしていたシーン（幽助に見つかった時、財布を出して、彼に渡そうとしたが「んなもんいらねーよ」と言われている）に足下の煙草も財布に変更された。再登場時には高井と髪の色彩が入れ替わっていた。
みさこ
声：本多知恵子
皿屋敷中学の女生徒。アニメオリジナルキャラクター。
第3話で桑原を襲おうとした不良たちに突き飛ばされて気を失った際に幽助に乗り移られ、不良たちを叩きのめした。

## 霊界関係者
コエンマ
声：田中真弓
霊界の長（エンマ大王）の息子で霊界探偵としての幽助の上司。
普段はおしゃぶりをした赤ん坊のような姿だが実際は700歳以上（本人曰く「幽助の50倍は生きている」）であり、人間界では人間界Ver.としての青年姿（おしゃぶりはそのまま）で活動することが多い。700年以上も生きているが見た目も中身も子供であり、何か失態を犯す度にエンマ大王からお仕置きを受けているが、年長者らしい一面も見せる場面もある。物語が進むにつれ、幽助とは上司部下の関係を超えた信頼で結ばれる。
銜えているおしゃぶりは霊力を貯めるための魔封環であり、最強クラスの防御技を発動させることができるが大量のエネルギーを費やすため、滅多に使えない。
暗黒武術会の決勝戦では幽助の頼みで幻海に代わる選手として現れ、浦飯チームの大将を務めるが、あくまでも数合わせのために来ただけであり、いざという時には脱出用のロケットで逃げる準備をしていた。副将戦では左京の提案に乗り、自身の命を幽助の勝利に賭ける。アニメ版では浦飯チームのオーナーとしても活動しており、ジョルジュと一緒に観戦。決勝戦終了後、死に急ぐ左京を説得するが、彼の意思を変えることはできなかった。
魔界の扉編では仙水の人生を歪めた者の1人としての贖罪も込めて人柱になる覚悟で魔封環を発動するも聖光気の前に防がれてしまう。その後は特防隊や父・エンマ大王に背いて、幽助やプーと共に魔界に向かい、仙水の最期を見届ける。事件後、罪は不問とされる（アニメ版では人間界への謹慎を命じられた）。
アニメ版の魔界トーナメントではぼたんやジョルジュと共に霊界関係者という肩書きを伏せた上で魔界統一トーナメントを観戦。魔界トーナメント終了後、霊界に戻ることを許された。
ミュージックバトル1では、音痴克服メトロノームで浦飯チームを指導した。
『幽☆遊☆白書FOREVER』ではジョルジュの演出やストーリーモードのみの登場だったが、『THE BATTLE OF 幽☆遊☆白書 〜死闘!暗黒武術会〜』では隠しキャラクターとして小兎と共に参戦した。
『100%マジバトル』でも当初は参戦予定はなかったが、2019年5月31日から急遽メインキャラクターとして参戦することが決まったと開発者の口から明かされた。
第1回キャラクター人気投票では第7位、第2回では第5位にランク入り。
エンマ大王
声：福田信昭
コエンマの父親で霊界の長。
巨人の姿をしており、清廉潔白かつ厳格な性格。その怒りは人間界にも影響を及ぼし、大震災や火山の噴火にも繋がるという。コエンマに対しては盗賊編や劇場版第1作目で霊界の宝が盗まれた失態を犯したことから尻叩き100回というお仕置きを行った。存在自体は霊体編から語られていたが正式登場は魔界の扉編から。
魔界の人間界への台頭を抑えて人間界における霊界の利権を守るために不正な手段で魔界住民の人間界での非道行為の件数を水増しし、魔界と人間界を隔てる結界の維持の根拠としていた。後にその事実をコエンマが告発したことにより、罷免（アニメ版ではその辺りが描かれず）された。アニメ版の魔界の扉編では命令に背いてまで自分の考えを抱くようになったコエンマを親として息子の成長を喜ぶ発言をしている。
劇場版では霊界統治の証である金印を所有していたり、人間界を支配しようとした冥界を退けた過去が描かれた。
ジョルジュ 早乙女（ジョルジュ さおとめ）
声：西村知道、宇垣秀成（第13話のみ）
アニメオリジナルキャラクター。第10話にて初登場。
コエンマの部下の角1本の青鬼。コエンマと漫才コンビのようなやり取りを見せる。
口癖は「キライだなぁ」「バカみた〜い」。上司のコエンマにも容赦なく言う。
初期の第6話では角2本の赤鬼が後のジョルジュのようなキャラクターとして登場したが定着せず、10話で角1本の青鬼が登場。後にジョルジュ早乙女と名付けられる。
初登場の10話では甲高い声だったが、11話以降は低い声となる。
また初期はその他の鬼たちと複数人での登場が多かったが徐々に単体での出演が増えてコエンマのパートナー的存在に。
声は第10話からナレーターの西村知道（13話のみ宇垣秀成）が担当しており、最初はナレーターとは別人扱いであったが、アニメ111話（最終回前話）では、本編のナレーションを全て自分が喋っていたことを明らかにした。
暗黒武術会の前半 - 中盤ではVIPルームでコエンマと試合を観戦し漫才のようなやり取りをしていたが、決勝戦前半（蔵馬vs鴉戦・飛影vs武威戦）では女性陣と試合を観戦し、決勝戦途中（桑原vs戸愚呂兄戦開始ごろ）から聖飢魔IIの歌を歌い、半ば強引に小兎と共に戸愚呂兄・弟戦の実況をした。頼り無さげなイメージが強いが、コエンマの部下という自覚は持っており、暗黒武術会編にてコエンマに接触したダフ屋に対しては、普段の彼からは想像もできないほどの毅然とした態度で接していた。その反面、好奇心などが先行する節があるようで、コエンマとぼたんと共に魔界統一トーナメントの観戦に訪れた際は、自分たちの素性を隠しているにもかかわらず、自身のことを知る小兎のいる実況席に乱入し、直後にコエンマに咎められるシーンがある。また、暗黒武術会の決勝戦では、戸愚呂弟の放つ強烈な妖気に曝されながらも最終的に生存したことから、ある程度の霊力を持ち合わせているようである。
蟹一杯を殻ごと丸呑みしたり、飛影vs武威戦の観戦中に失言を女性陣に非難された時は体が一寸法師のように縮んだり（次のシーンでは元に戻っていた）と人間ではないが人間離れしたことをやってのけることも。
なお、黒桃太郎戦の彼の話によると、ご先祖が『桃太郎』に登場する鬼ヶ島の鬼らしく、闇アイテム「奇美団子」を見て恐怖を感じていた。
2018年新作アニメ版「のるかそるか」にも声付きで登場。原作軸でのアニメ化なので"偶然コエンマの横にいた鬼の個体"としてカメオ出演に近い形であったが、キャスト欄には「ジョルジュ早乙女」とハッキリ明記されている。
『幽☆遊☆白書FOREVER』では、バトルキャラクターとして特別出演。詳しくは幽☆遊☆白書FOREVER#ゲームオリジナル技を参照。
元々の役名は「秘書の鬼」であったが、名前を付けたいと思った西村知道の依頼で、田中真弓が「ジョルジュ早乙女」と名付けた。
暗黒武術大会終了・魔界の扉編開始頃からジョルジュ早乙女と呼ばれ始める。

### 霊界案内人
あやめ
声：亀井芳子
霊界案内人。容姿はぼたんよりやや年長に見え、物腰や言動も落ち着いているが、案内人としては彼女の後輩に当たる。黒い色調の着物を着用。黒髪・紫瞳。
暗黒武術会編で初登場。戸愚呂弟が人間から妖怪に転生した理由をコエンマの命で調査しており、戸愚呂弟の霊界裁判が終わった直後、戸愚呂弟の過去をコエンマに報告した。魔界の扉編では、コエンマの指令で幽助たちよりも先に境界トンネルの調査を行なう。アニメ版では、プロローグにおいて、ぼたんとレナと談議している光景も描かれた。
アニメ版では、コエンマの仕事部屋にぼたんやジョルジュ早乙女が扉を開けて入室するのに対して、あやめは壁をすり抜けて入ってくる。
エンマ大王が失脚した経緯から気落ちしているコエンマに対して、単に上司に対して向ける以上の気遣いをしていた。
レナ
声：不明
コミックスの余白スペースに「たった1コマキャラクター」と称して描かれたキャラクター。ぼたんの友達で、好みのタイプの男性に死の予告をするのが一番の幸せ。アニメでは第67話にモブとして登場、ぼたんとあやめに今月で20人を霊界に案内したことを嬉しそうに語っていた。
アニメ本編では名無しのモブであったが『100%マジバトル』で描き下ろしイラストとともに正式に「レナ」という名前が与えられた。

### 霊界獣
プー
声：白鳥由里
幽助の心をエネルギーとして生きる霊界獣。小犬とペンギンが混ざったような姿で、体色は青く、目は丸く、足と嘴は黄色い。人の頭ほどの大きさで、平仮名程度の文字は書けるが、プーとしか鳴かない。本体である幽助が弱まると自身の生命力も低下し、最悪の場合は死んでしまう。飛行能力と壁の力を持つ。
幽助が生き返るに辺り、コエンマが課した試練が「霊界獣の卵を孵すこと」だったが、幽助が生き返る時期が早まったため、コエンマによって霊界で保護されていた。暗黒武術会での魔性使いチーム戦終了直後に孵化した。大抵はプーの名で呼ばれているが、螢子、ぼたん、温子からは「プーちゃん」、雪菜からは「プーさん」、桑原からは「プーすけ」とも呼ばれている。
幽助が仙水との戦いで戦死した影響で自身も死んでしまうが、幽助の魔族大覚醒の影響で、鳳凰を思わせる大きな鳥の姿に変化して復活。霊界特別防衛隊の攻撃から幽助を身を張って守り、幽助とコエンマを魔界へ連れて行った。人間界帰還後は幻海の寺で生活。
暗黒武術会決勝時と霊界クーデター時には幻海が憑依し、窮地に陥った幽助を叱咤しつつ導いた。なお、ドラマCD版での霊界クーデターではプーに憑依せず、声だけで幽助を叱咤激励した。
ゲーム『THE BATTLE OF 幽☆遊☆白書 〜死闘!暗黒武術会〜』ではバトルキャラとして登場し、幽助以外にも桑原、蔵馬、飛影のプーもいる。『幽遊白書FOREVER』では、様々な格闘家のプーが登場し、ときには（プーとしかしゃべれないが）ナレーションをすることもある。
第2回キャラクター人気投票では第9位にランク入り。
『100%マジバトル』では2020年10月31日に開催した超マジフェスの新キャラクターとして覚醒後の姿で参戦した。

### 霊界特別防衛隊
霊界のエリート戦士集団。幽助が魔族に転生するのを防ぐために抹殺指令を遂行しようとするが失敗する。力を合わせれば、A級妖怪とでも互角に戦える。隊員の1人が妖狐に致命傷を負わせ追い詰めた例もある。結界術に長け、樹が開けた魔界の穴を協力して数日で開閉でき、S級妖怪でさえ通れない結界も張れる。
隊長の大竹以外の隊員は、A級より上である最上位のS級妖怪の存在を幽助の魔族覚醒まで知らなかった。霊界最強を自負していた彼らは、人間ながらS級妖怪のレベルにまで達した仙水やS級妖怪に転じた幽助の存在を知ると自信を喪失しかけるが、大竹から「魔界が攻に長けているように、我々は防に長けている」と一喝されたことで自信を取り戻す。穴を塞ぎ終わった後、幽助抹消を邪魔したコエンマに怒るも幽助の凄みにより、撤退することになる。
その後、魔界三大妖怪の「幽助、蔵馬、飛影の3人を魔界に追いやるという形で人間界から抹消する」という案を受け入れたエンマ大王の命を受けて、幽助たちを魔界に向かわせる任務に就き、幻海の寺で魔界の穴を開く。
大竹（おおたけ）
声：中村秀利（テレビアニメ版、ドラマCD版）、相沢まさき（2018年OVA版）
隊長。職務に忠実であり、自信を喪失した部下を立ち直らせるなど、隊長としての器量は確か。アニメ版ではエンマ大王より幽助抹消の命令を受ける回想シーンが描かれており、幽助が魔族の血を引いている事実を告げられる前にはこれまでの霊界探偵としての功績を挙げて彼を擁護しようとしていた事から、幽助の事は以前から把握していた事が明かされている。魔族化した幽助を抹消できなかった責任を取って辞職し、舜潤が隊長職を継ぐ。その後、宗教テロリスト・正聖神党のメンバーとなる。人質となったコエンマの抵抗に「似た者がいた」と返答。リーダーから異次元砲のエネルギー注入の指示に答える。
ドラマCD版では、正聖神党の隊長の役割も兼ねており、原作の隊長同様に、幽助たちの前で服毒自殺する。テレビアニメ版では、正聖神党の話は描かれなかったため、辞職後は不明。原作同様に幽助抹消の任務の邪魔をしたコエンマに怒るも我が身を犠牲にする覚悟で魔封環を使用したことは認めており、事件後のエンマ大王との会話では、コエンマを擁護する一面も見せた。2018年発売のOVAでは正聖神党のエピソードが描かれた。
舜潤（しゅんじゅん）
声：伊藤和晃、真殿光昭（2018年OVA版）
ピアスの男隊員。かつて妖狐蔵馬に深傷を負わせた実績があり、大竹解任後は次期隊長となった。アニメ版では幽助が魔界に旅立った直後、幽助に惹かれた発言をした（同行した俠妃も同様）。
翁法（おうほう）、草雷（そうらい）、才頭（さいとう）、俠妃（りょうひ）、倫霾（りんばい）、黒髪の男、長身の男
声：雨蘭咲木子（俠妃）
大竹の部下。魔界の穴を塞ぐ任務に就いた、黒髪長髪の男（翁法）・セミロングの女（草雷）・坊主頭の男（才頭）の3人組。
妖怪が来たら始末するため亜空間で待機していた、鉢巻を巻いた女（俠妃）・モヒカン頭の男（倫霾）・舜潤の3人組。
最後の2人は名前が出なかった。

### 正聖神党
霊界の宗教テロリスト。数ある霊界の宗教の中で「自分たちを神の使い」と信じている者で、最も過激と呼ばれているのが正聖神党。かつて霊界の政治を支配し、時に人間界に対して「神の裁き」と称して、天変地異を起こしたり、異次元砲を使うなど人間界の秩序を正していた。魔界の王となった煙鬼の政策で、人間界と間に結界が撤去されたことを不満に持ち、コエンマやぼたんを人質に取り審判の門を占拠、人間界に結界を再度設置することを要求する。「3」を聖なる数字としていて、33人のメンバーで構成される。
特防隊の舜潤が幽助に助力を要請し、桑原、蔵馬、飛影の4人で門の奪還に急行する。
リーダー
声：森川智之（2018年OVA版）
正聖神党のリーダー。結界が撤去されるきっかけとなった幽助を恨み、異次元砲の照準を皿屋敷市に設定する。テロ鎮圧に駆けつけた幽助たちに部下共々あっさり倒され幽助に異次元砲の解除を詰めかけられるが、毒を飲み自決する。

### 死者
ゲン
二丁目に住んでいる男性。予定より危篤が早かったため、霊界の職員たちが慌てていた。霊界を初めて訪れた幽助は、その光景を見て、唖然とした。
さやか
声：白鳥由里
小学生の幽霊の少女。生前は裕福な家系に生まれながらも病弱で友達がおらず、両親も多忙で寂しい日々を過ごしていた。
空き家となった実家に残り続け、正太と仲良くなり、彼をあの世に連れて行こうとする。止めに入った幽助を邪念で一度は吹き飛ばすが、正太との交流で邪念が薄れたことから、幽助に負けてしまい、尻叩き込みの説得により断念する。今度は幽助に好意を抱くが、幽助と螢子の仲を見て断念。ぼたんの案内で、あの世に旅立った。
アニメ版では設定が変更され、幽助の周囲の人々が本当に心の底から幽助に生き返ってほしいと願っているのか調べるためにコエンマが霊界から送り出した調査官として登場する。そのため原作とは性格が異なる。

## 霊界探偵編
マサル
声：大谷育江
大通りの歩道でボール遊びをしていた幼い少年。車に轢かれそうになるが、幽助が身代わりとなったことで軽傷で済んだ。本当は幽助が助けなくとも、サッカーボールがクッションとなり奇跡的に傷一つなく助かっていたらしい（アニメ版では、クッションの件は語られず）。その夜、母親（声：緒方恵美）と共に幽助の通夜に来たが幽助が亡くなったことは理解しておらず、一緒に遊んでくれた幽助に礼を言った。
ドラマCD版では、幽助のラーメン屋台に母親と共に訪れ、来年には小学生になることや幽助に助けられたことから、消防士を志したことが語られた。
累中不良リーダー
声：子安武人
累中の不良たちのリーダー格で、外見は眼鏡をかけた少年。元本大助とはクラスが異なる。
桑原の愛猫の永吉を人質（猫質）にとって桑原一行を脅し、漫画を万引きさせてくるが桑原は万引きせずに購入したことを不服に思い、今度は舎弟たちを殴るように命じる。永吉の目を煙草（アニメ版では割れたガラス瓶）で傷つけようとして桑原をより追い詰めていくが、復活した幽助に永吉を奪い返されたことで形勢が逆転。桑原一行に仲間たちを倒され、自身は逃げ出すが、追いかけてきた幽助に倒される。この後、邪鬼に取り憑かれて暴走していたことが判明。
邪鬼（じゃき）
妖怪。前科5犯の指名手配犯。手のひらサイズの小鬼。人間の心の悪い部分に巣食い、悪の道に誘う悪徳布教家。累中不良リーダーに寄生して活動していたころ、霊界探偵に正式任命される前の幽助にリーダーを倒され、抜け出すも、幽助に捕まえられた。

### 盗賊
剛鬼（ごうき）
声：若本規夫
飛影・蔵馬と共に霊界の三大秘宝を盗み出す。3人の中で唯一の前科者（前科12犯）にして、唯一の凡人妖怪だが、霊界の追跡者を十数人も手にかけている。吸魂鬼ゆえに魂（特に子供の）を好物としているが、食べた魂の消化は丸一日かかる。本来の姿になると鋼のように強固な肉体に変化。
餓鬼玉を使って、子供の魂を食い始めた矢先、幽助と交戦。最初の戦いでは人間態でダメージを受け、子供の魂を吐き出してしまった後、吸魂鬼に変身。岩本相手に霊丸を使ったために霊丸を撃てない幽助を追い詰めていくが、ぼたんの機転で大勢の人間が来たと思い込み、とどめをささずに立ち去る。翌日、子供の魂を食べ続け、5人目である少女の魂を食べた直後に幽助と再戦。前日同様に吸魂鬼の姿になって幽助を圧倒した上、その戦いに遭遇した少年の魂も食べるが（アニメ版では横やりを入れたぼたんを襲う展開に変更）、幽助の手で口につっかえ棒を付けられて開いたままとなった口内に霊撃輪具で強化された霊丸を撃たれて敗北。子供たちの魂も全て解放された。口内に直接霊丸を撃ち込まれた描写から死亡したかに思えたが、幽助とぼたんの会話内で逮捕されたことが言及されたことから生存が判明。
その後の暗黒武術会編での裏御伽チーム戦にて、蔵馬が妖狐に戻った際に飛影の回想シーンにて登場している。当初は妖狐でなくなった蔵馬の実力を認めず蔑んでいたが、睨みをきかせた（アニメ版ではその後薔薇棘鞭刃で周囲の木を一瞬でなぎ倒した）彼に態度を一変させた。
魔界の扉編の原作ではぼたんが霊界七つ道具を口にした際、剛鬼のことを知らないはずの桑原の口からその名が出てくる矛盾が生じたため、完全版および電子書籍では「乱童」に変更。アニメ版では、ぼたんに名前を忘れられていた。
アニメ版の魔界編では、時雨戦で負傷した飛影を前に軀が打ち明ける時、三盗賊時代の関係者として蔵馬と共に回想の中で登場。

### 幻海師範 門下生大選考会

#### 選考会の出場選手
牙野（きばの）
声：中村秀利
肉体の限界に挑む格闘家。
格闘技全般に優れ、全ての感覚を遮断する特殊マスクを被ることで相手の気を鋭敏に探る。選考会参加者の中では霊撃力が最も高く、霊気で筋肉を著しく発達させて放つラリアット（大腕硬爆衝）の威力は絶大。霊撃力には由来しない投げ技の発展型（斬投旋風撃）も強力。胴着も丈夫に出来ている。
幻海トーナメント第4戦目で幽助と対戦。終始圧倒していたが火の付いた煙草を幽助の手で胴着に仕込まれたことを特殊マスクと頑丈な胴着が裏目に出て気づかず、居場所を見破られてしまい、霊丸に敗れる。なお、煙草は原作では幽助が吸おうとしてぼたんが取り上げたものだったがアニメ版では幻海がポイ捨てしたものとなっている。
霊撃力は175（幽助は155）、霊気量は85、霊感応力は7勝8敗。
風丸（かぜまる）
声：真殿光昭
忍者の末裔で要人のボディーガードを担当。
スキンヘッドで額には卍の模様が刻まれており、忍者衣を着用。選考会の出場者の中でも極めて高い霊気量を誇り、測定時には体から発するその霊気量を周囲の者たちでも目視できるほどであったが、測定装置がカラオケマシーンだったために音痴であることを公にしてしまう羽目にもなった。
霊気砲を放ち、ターゲットの霊気を追尾する火薬入りの手裏剣も用いる。
幻海トーナメント第1戦目で商売仇の黒田と対戦。苦戦の末に霊気砲で破る。準決勝第1戦目で幽助と対戦。牙野戦でのダメージが癒えていないがパンチ力だけは残っていた幽助に近づくのは危険と判断して、手裏剣を使用。道連れ覚悟で向かってきた幽助を霊気砲で返り討ちにしようとするが幽助が沼に落ちて消えたように見えたことに動揺したため、手裏剣への迎撃が間に合わずに餌食となって敗北。
霊気量は100。霊撃力130、霊感応力12勝3敗（桑原は15戦全勝）。
黒田（くろだ）
声：城山知馨夫
ナイフ使いの殺し屋。
幻海トーナメント第1戦目で商売敵の風丸と対戦。得意のナイフ捌きで風丸を追い詰めるが霊気砲により敗北。
霊撃力142、霊気量40、霊感応力12勝3敗。
珍宝（ちんぽう）
謎の中国人。アニメ版ではさすらいの中国人と名乗っている。
幻海トーナメント第2戦目で少林と対戦するが総合力で負ける。
霊撃力105、霊気量71、霊感応力10勝5敗。
武蔵（むさし）
声：荒川太郎
妖魔退治をしている真抜刀流剣師範代。
霊験あらたかな特殊な木刀である破邪刀を用いた真抜刀流光子剣を用いる。修行の賜物で霊気や気配も消すことも可能。
幻海トーナメント第3戦目で桑原と対戦。気配を消すことで桑原の霊感を封じて翻弄するが桑原の耐久力の高さに決定打を与えられず、切り札の破邪刀で攻撃するも先端が欠けてしまう。その切れ端を思わず手に取った桑原に霊剣を繰り出されたことで逆転負けを喫した。
霊撃力138、霊気量75、霊感応力13勝2敗。
乱童（らんどう） / 少林（しょうりん）
声：井上瑤、皆川純子（120%フルパワー、100%マジバトル）
奥義破りの妖怪。
過去に99人の高名な霊能者の奥義を破り、自己の技にしたと同時にその霊能力者の命も奪っている。格闘センスと技術の模倣能力に優れており、一度見ただけの霊丸を見よう見まねで模倣してみせた。その技術力を見た幻海からも「霊光波動拳の奥義が乱童の手に渡れば、いずれは自分以上の使い手になるだろう」と語っていた。しかし、「技を盗む」事に傾倒している故に「技の本質」への理解や観察力が乏しい一面もある。
100人目として選んだ幻海の門下生選考会に修行僧・少林として参加。幻海トーナメント第2戦目で珍宝と対戦。総合力で勝利。準決勝第2戦目で桑原と対戦。肉弾戦で圧倒され、火掌発破拳も桑原の首位打者剣で弾き返されたが縮身の術で桑原を縮小し、全身の骨を砕いて勝利。決勝戦で幽助と対戦。斬空烈風陣によるダメージに耐えながら突っ込んできた幽助のクロスチョップを受けた後、皮を破って、乱童としての正体を明かす。
乱童になった後は幽助が弱体化していることもあって、優位に立ち、霊撃力を失ったパンチをものともせず、妖気の糸で幽助を縛り上げ、徹底的に痛めつけた後、沼に召喚した魔界魚の餌にすることに決め、皮肉を込めて、霊丸も使用。1発目はワザと外し、2発目で木に吊るしている部分の糸を破壊し、幽助を魔界魚の沼に落とすが桑原の魂に活を入れられたことで息を吹き返して、糸を引き千切った幽助のパンチ（アニメでは霊丸同士の勝負）によるダメージで自身の力も大幅に低下。それでも乱童のほうがまだ有利であり、全ての力を使いきった幽助を縮身の術で小さくしてなぶろうとするが幽助の耳に沼の藻が詰まっていたために呪文が聞こえず、副作用で呪詛返しのごとく跳ね返され、自身の身体が縮んでしまう。急いで元の大きさに戻ろうとするが幽助の全体重をかけたエルボードロップに敗れることになり、幻海からは「敗因は技におぼれ、慢心したこと」と評された。試合終了後、気を失っている間に縮小状態のまま自分の吐いた糸で簀巻き（アニメ版では簀巻きにされず）にされ、ぼたんの手で金庫の中に入れられ、霊界に連行されることになった。
少林の姿のときには格闘能力が低く、そのため、前述の霊能者たちから奪い取った火掌発破拳や斬空烈風陣を多用していた。本性を現した際には口から硬質な妖気の糸を吐き出したり、魔界魚を召喚したりと高等妖怪らしい技を使用。また、原作では乱童になってからも丁寧な口調や一人称（僕）は少林のときと同じだがアニメ版では乱童になった後は口調が荒っぽくなり、一人称も「僕」から「俺」に変わった。
少林時の霊撃力は121、霊気量は73、霊感応力は10勝5敗。
第1回キャラクター人気投票では第10位にランク入り。

#### 選考会の選手外対戦相手
コウモリ使い
魔性の森に住む妖怪。森の入口から、まっすぐ大きな木に向かうと彼の棲み家に入る。蝙蝠操作と素早い動きを武器としている。好物は人間の血。迷い込んできた者から金品も奪う。
幽助と交戦するが、コウモリ使い以上のスピードを持つ飛影と交戦した幽助の敵ではなく、敗北した。
原作ではややデフォルメされた吸血鬼風の風貌だったが、アニメではやや長髪に赤い目をした悪魔や怪人風のリアルな風貌になった。

### 四聖獣および関係者
妖魔街の住人。いずれも中国起源の伝説上の生物・四神が基となっている。

#### 四聖獣
朱雀（すざく）
声：飛田展男
四聖獣のリーダー。その危険性から他の3人と共に迷宮城に封印されていたが、蟲笛を使って人間界を混乱させることで、霊界に人間界への移住権を要求してきた。闇奥義と雷を用いた技を駆使する。四聖獣の中では人間に近い容姿をしており、髪と一体となっている赤い部分は闇奥義をコントロールする触角であり、ダイヤよりも硬い黒甲冑で覆っている。
自身以外の四聖獣が倒された後、ムルグから得た情報から魔回虫に寄生された人間たちに螢子を襲わせ、幽助を精神的に苦しめる。
幽助との戦いでは最初は右腕だけで戦い、霊丸も弾き返したが、両手を靴で隠した状態で霊気を集中しての防御という幽助の作戦で暗黒雷迅拳を防がれて、思わぬ反撃を許したことから暗黒妖籠陣で7人と化す。六獄暗黒雷光波での多重攻撃で幽助を負傷させ、「彼女（螢子）の心臓を食うと誓えば、お前（幽助）の魂を魔界で浄化して妖怪に転生させてやる」と告げて屈服させようとするが拒否される。分身2人に電撃攻撃を行わせ（アニメ版では途中から4人加わる）、幽助をなぶりながら螢子とぼたんの最期を見せつけようとするが、2人がピンチを切り抜け、幽助も幻海から教えられた臨界行からの念で復活。分身2人を弾き飛ばされた上、幽助を甚振るために電気を放ち続けたために雷光波が撃てないところを幽助のショットガンを受けて倒れながらも1人だけは致命傷を免れたために倒された6人から妖気を吸収して全快し、再び7人になる。消耗した霊気の代わりに自身の生命力を用いた幽助のショットガンに最大級の七獄暗黒雷光波をぶつけるが、最初の霊丸で触角にダメージを負っていたために技を完全に制御しきれず敗北し、蟲笛も破壊されたため、自らが侮っていた人間の絆の力を認めるに至り、最期は「これが、絆の力か…」と呟いて絶命する。
なお、原作では触角の傷に気付いたのは敗れた後だったが、アニメ版では殺すつもりで放った最初の七獄暗黒雷光波の狙いが外れてしまい幽助を倒せなかったことに疑問を感じた際に気付いた。
第1回キャラクター人気投票では第6位にランク入り。
青龍（せいりゅう）
声：千田光男
四聖獣の一人。朱雀同様、四聖獣の中では人間に近い容姿をしているが、体色は青い。氷の拳士で本人いわく、絶対零度に近い拳を秒間（アニメ版では瞬間的に）百発叩き込むことができる（原作においては、この拳を見切れるのは朱雀のみと発言）。四聖獣の中では朱雀の側近のような立場にいるが、仲間意識が全くない冷酷非道な性格。
幽助たちと戦う前に魔闘凍霊拳で白虎を処刑。その白虎の亡骸に自分のマントを被せた飛影を「同じ穴の狢」と挑発するが、怒りの飛影の剣で一瞬のうちにバラバラに切り刻まれ絶命した（作者曰く「名前からしてもっと強敵にできそうだったが、飛影と当たったのが運のつき」）。
アニメ版では飛影と戦う直前に「土下座したら仲間に引き入れてやる」と挑発したり、一瞬ではやられず、部屋中を氷漬けにして飛影の退路を断ち、一時は飛影の手足を凍らせたりと善戦したが、絶命直前になって自分が既に何度も斬られていたことに気がつき、苦しみながら消滅する形で最期を迎えた。
後に暗黒武術会編の蔵馬vs凍矢戦にて、飛影の回想シーンで登場。飛影曰く、同じ氷使いでも凍矢の方が比べ物にならないほどの格上らしい。
白虎と死闘を繰り広げた桑原も、彼の冷酷非道ぶりには不快感を露わにしており、白虎が魔闘凍霊拳で絶命したのを目の当たりにした際には「白虎のために、あの野郎を倒したくなってきた」と言わせるほどであった。
白虎（びゃっこ）
声：渡部猛
3m近い巨大な虎のような姿の妖怪。玄武同様の巨漢だが、自らの毛から分身妖獣を作り出す、体毛で相手の霊気を吸収する、爪を飛び道具にする、口からは触れたものを塵と化す超振動弾「鳴虎衝壊波」（霊剣で触れても巻き込まれ、飛影や蔵馬でも避ける以外は手がないと述べるほどの危険な技）を放つなど、多彩な技を持つ。
初めは自分の相手が桑原1人であるのを見て、自らが戦うまでもないと4匹の分身妖獣に相手をさせる。妖獣たちが桑原に橋まで誘き出されて一直線に並んだところを伸びる霊剣で貫かれ、最終的には塔に縛り付けられてしまった後、自ら桑原と交戦。桑原の霊剣から霊気を吸収し、巨大化していくが、桑原の霊気量が僅かながらに自身の体の許容量を超えていたことが仇となり、腹が破裂・吸収した霊気を失う（このとき、穴のあいた風船のように飛んだ）。戦う場所を濃獄酸（アニメでは溶岩）だらけの部屋に移して戦闘を再開。鳴虎衝壊波で、桑原の足場を削り、じわじわと追い込んだが、伸びる霊剣を棒代わりにした桑原の奇襲からのパンチを受けて濃獄酸の海に落ちた。なお、原作では、届く範囲の足場がなくなった桑原に対し、カール・ルイスを引き合いに出している。
濃獄酸の海に落ちて死亡したと思われたが、全身大火傷の状態ながらも生き延び、幽助一行から遅れて青龍の部屋に現れる。生命維持のため、妖気を分けてくれるように青龍に頼むが彼からは「わざわざ生き恥を晒しに来おって」「もう貴様など当てにはしていない。むしろ目障りだ」と見限られるや否や、魔闘凍霊拳によって頭部以外を粉砕される。頭部だけの状態ながらも「青龍…なぜ…」と問いかけたが、青龍からは「弱者はいらん。利用価値のない負け犬はただのクズだ」と吐き捨てられた上、顔に唾を吐かれて死亡。死後、頭部は飛影の服で隠されたが、アニメ版では飛影が青龍を倒した後、白虎の頭部は無念が晴れたかのように魂のような形になって消え去った。
アニメ版オープニング（第1話から第66話）では螢子とぼたんに襲い掛かる役回りで登場し、幽助たちに倒されるシーンが描かれた。
玄武（げんぶ）
声：島香裕
四聖獣の先兵で、全身岩石の身体を持つ巨大な亀のような妖怪。岩の部屋の中を自由に移動でき、分離することも可能。爆裂岩衝弾や尻尾による攻撃を行う。身体の岩をコントロールする心臓のような形状をした中枢岩（ちゅうすういわ）がある限り、どれだけ微塵切りにされても再生することができる。
蔵馬との戦いでは、初めは死角からの攻撃などで蔵馬の腹部に傷を負わせるが、蔵馬がまき散らしたバラの香りで居場所を見切られ、華厳裂斬肢で切り刻まれる。再生後、爆裂岩衝弾を使用するが、飛び交う岩石の中で中枢岩が光ったことを見逃さなかった蔵馬に中枢岩を奪われてしまい、その影響で再生に不調をきたし頭部が股間に付いてしまったという醜態を晒した状態（この時、幽助と桑原から笑い物にされた）から、蔵馬に命乞いをするもあっさり断られて中枢岩を破壊され、粉々に砕け散った。
白虎からは使い走りと言われたが、蔵馬を苦戦させて戦えなくなるくらいに深手を負わせた。
アニメ版のオープニング（第1話から第66話）にもガタスバル、一つ目牛などの妖怪に混じって登場している。
体色はアニメ・完全版のチビキャラ共に灰色だが、冨樫は「緑系の方がよかったかな…。色の流れでいくと」とコメントしている。また目の色はアニメOPとチビキャラは黄色、アニメ本編では白になっている。

#### 四聖獣の配下
ムルグ
声：横山智佐、近藤玲子（ナムコ版ゲーム）
朱雀に心酔している使い魔の妖鳥。目の周りに化粧のようなものをしている。非常に高飛車な性格で、人間はおろか朱雀以外の四聖獣をも見下している（帰還した直後に玄武・白虎・青龍が倒されたことを察知し、嘲笑っていた）。
朱雀の命を受けて人間界に赴いて幽助のことを調べ、螢子の存在を朱雀に伝えた。これにより、朱雀は幽助を苦しめるために魔回虫人間たちを螢子抹殺に向かわせた。
原作では途中から居なくなった（生死不明）が、アニメ版では幽助と朱雀の最後の撃ち合いで生じた衝撃に巻き込まれ、朱雀の名を叫びながら消滅した。また、朱雀が最初のショットガンで倒れた際には、彼の代わりに蟲笛を守ろうとした。
腐餓鬼（ふがき）
妖魔街の最下層の住人。階級を上げてもらおうと四聖獣に服従している。腐肉を主食としているが、好物は人間。全員がフードを纏っているため、素顔は不明だが、腐餓鬼の素顔らしき妖魔街住人の何人かが、人間界に赴いており、ぼたんに倒されている。
原作で蔵馬と飛影は妖魔街に赴いた際、最初は腐餓鬼に変装していた。
養殖人間（ようしょくにんげん）
人工生命体。思考能力も意思もなく、動作は極めて鈍いが、痛みも恐怖も感じないため、飛影からは生きた木偶人形（アニメ版ではゾンビ）に例えられた。白虎、玄武の食糧でもある。
最後の1人となった朱雀が螢子の亡骸を幽助に見せつけるための足止めとして、幽助一行に送り込んだ。桑原たちの手で幽助が一足先に朱雀の許に向かった後、桑原たちに倒されていく。
裏切りの門の番人
裏切りの門の番人で一つ目と翼を持つ小型妖怪。敬語で喋る。
幽助一行を裏切りの門で苦しめ、幽助の頼みで解除レバーを操作しようとする飛影を勧誘するが、飛影に切られて退散。その後は登場しなくなる。
アニメ版では飛影に斬られながらも大岩を落とすが、それも避けられるシーンが追加された。また、アイキャッチでは番人に酷似した妖怪が4匹登場し、幽助たちに倒されてタイトルロゴに変化する。
魔回虫（まかいちゅう）
蟲笛で操られる虫。陰湿な心を持つ人間に寄生し、その人間を殺人鬼に変える。人間界では蟲笛なしでは活動できず、本体そのものもとても弱く、踏めば倒せる（アニメ版では霊界製の強力殺虫剤を使用）が、霊力を持たない普通の人間には見ることすらできない。アニメ版では幼稚園児にも寄生を行おうとしており、ぼたんによると寄生されていたら命に関わっていたとのこと。
妖魔街に到着した幽助一行にぼたんが連絡を入れてきたころは、寄生者が少なく、ぼたん1人でも対処できていたが、次第に数が増えてきて、標的を螢子一人に絞った際には、ぼたんを負傷させ、螢子にトドメを刺そうとするが、幽助が蟲笛を破壊したことで魔回虫は活動できなくなり、2人は命拾いした。アニメ版では、螢子抹殺に赴く前にもぼたんを追い詰めたり、自身の生命を力に変えた幽助の霊力が空間を通して伝わってきたことで、岩本が螢子に振り下ろしたはさみが弾かれるシーンも描かれた。

### 垂金権造および関係者
垂金 権造（たるかね ごんぞう）
声：緒方賢一
BBCの一員で宝石商。
あくどいやり方で商売をしていたが、5年前、左京の売買ルートから横流しで手に入れた雪菜を監禁。彼女に呪符を初めとした様々な拷問を行い、涙を流させたことで出来上がる氷泪石を手に入れ、それにより闇の世界で伸し上がっていった。財産は日本の国家予算並みの金額である66兆2000億（アニメ版では72兆3500億）もあるらしい。人間とは思えない化け物じみた容姿をしており、幽助から「妖怪よりも妖怪みたいな顔」（アニメ版では「妖怪よりも酷い容姿」）と揶揄された。桑原曰く「薄汚い腐れ外道」、戸愚呂弟曰く「良い死に方できない」、左京曰く「ゴミ」。アニメ版での調査書＝ファイル No.1993には、名が垂金権三と表記され、相当の前科持ちであることも書かれていた。
雪菜に涙を流させるため、闇ブローカー（アニメ版では妖怪集団）を雇った直後、雪菜奪還の任を受けた幽助一行が自身の屋敷に向かっていることを知る。最初は幽助一行のことを知らず侮っていたが戸愚呂から幽助一行のことを聞かされ、その情報を利用して、BBCとの賭けを行い、一人勝ちしようとする。だが、左京も情報を入手していたことから左京のワンマンゲームになっていった。最後の賭けにおいて、左京の「侵入者（幽助一行）が勝つほうに66兆2000億（アニメ版では72兆3500億）」を受けて立つも戸愚呂兄弟までも敗北（実際には負けたふりをしていた）したため、合計66兆2700億（アニメ版では72兆4000億）を失うことになり、雪菜も奪還される。幽助一行が立ち去った後、何もかも失ったことで錯乱状態に陥り、最終的には真の雇い主である左京の命を受けた戸愚呂弟によって頭部を蹴り飛ばされて死亡。奇しくも前述の戸愚呂弟の指摘が彼自身によって的中する結果となった。
アニメでは戸愚呂兄弟戦での賭けに負けた後、「次回があれば呼んでほしい。いや、破産したからもうできないか」「面白い余興だったよ」と嘲笑されるなど、BBCの他のメンバーからも以前から嫌われていたことを示す描写がある。

#### 垂金の部下
坂下（さかした）
声：鈴木勝美
垂金の秘書。貴族のような髭が特徴。
戸愚呂兄弟が倒された直後、雪菜を助けに現れた飛影の手で気を失う。
雪菜の世話係
声：森川智之
垂金の部下で雪菜の世話係をしていた男性。
垂金の部下とは思えないほどの善人であり、雪菜に故郷にいる妹の面影を重ね、彼女を逃がそうとする。垂金が海外旅行に出た隙を突いて雪菜を逃がそうとするが、この目論みは既に垂金に見破られており、海外旅行という垂金の嘘に騙される形で、雪菜の目の前で射殺されてしまう。雪菜の回想内のみに登場。

#### 垂金の所有物
ヘレン
垂金が中東で入手した怪物。
遺伝子操作で作り出された人工生命体で気性は非常に荒く凶暴で命令を聞くような知能は持っていない。生きたライオンや虎を捕食する。垂金はヘレン以外にも多くの怪物をコレクションしており、ヘレンは新参者に当たる。
垂金は蛭江が倒されたことを知った後、戸愚呂弟にヘレンと戦うように仕向けることで恐怖から報酬を値切ろうとするが「動物好き」な戸愚呂弟は30%の力でヘレンと交戦。ヘレンは攻撃を受け止められた後、戸愚呂弟に「恨むんなら、おたくを作った狂科学とけしかけたご主人様を恨みなよ」と憐みをかけられながら戸愚呂弟の放ったパンチで真っ二つにされた。戸愚呂弟によると20%でも倒せたらしい。アニメ版では倒される前に振り下ろした腕を折られている。
死亡後、幽助一行が地下ホールに向かう最中、ヘレンの死体を目撃（原作のみ）しており、戸愚呂弟が幽助・桑原と交戦し、桑原が機転で致命傷を避けた際には「遺伝子操作の化け物よりは頭が回るようだね」と引き合いに出されたがアニメ版では「狂科学」の部分がカットされたために「少しは頭脳プレイができるようだね」に台詞が変更された。

#### 戸愚呂兄弟の部下
蛭江（ひるえ）
声：二又一成
垂金に雇われた闇ブローカー（アニメ版では妖怪集団）の一員で戸愚呂の部下。
屋敷の入り口を守る妖怪集団の先兵で蛸のような容姿をした妖怪。人間の男性の姿に変身が可能で、普段はこの姿で活動している。人間界の欲望に魂を売った。
幽助と桑原が最初に戦った闇ブローカーであり、霊剣で切り刻まれた後、霊丸で消滅。
戸愚呂曰く「闇ブローカーは全員がプロレスラーを一瞬で倒すことができる力を持つ」のだが、幽助たちと比べると非常に弱く、全く相手にならず、他の妖怪集団12人も後を追うようにあっさりと全滅させられた。アニメ版では蜘蛛のような妖怪も登場し、ぼたんを捕らえるが、幽助と桑原の相手にはならなかった。なお、蛭江以降の妖怪集団に対する幽助&桑原の勝利に左京が賭けた金額は50億であり、賭けに勝ったことで倍の100億を手に入れた。
魅由鬼（みゆき）
声：水原リン
闇ブローカーの一員で戸愚呂の部下。三鬼衆の一の角。
美しい女のような外見だが、実は男である（本人いわく、体は男でも心は女とのこと）。
幽助に瞬時に胸と股間を触られたことで男だとバレて、一撃で敗れる。幽助に異議を唱えるが、結局は敗北を認める。なお、三鬼衆に幽助&桑原が勝利するほうに左京が賭けた金額は200億であり、賭けに勝ったことで倍の400億を手に入れ、先の100億と合わせ、500億手に入れた。
その後、他の二人と共に戸愚呂の使いとして幻海のもとに出向き、暗黒武術会のゲストに選ばれたことを伝える。最初は「50年前の大会で優勝した時の望みは、大会には2度と出ないこと」を理由に突っぱねられるが、幽助もゲストに選ばれたことを伝えたことで出場を決心させた。
アニメ版では衣装デザインが変更され、髪の毛を鞭のように振るい幽助を絞め殺そうとしたが、力が及ばなかった。
隠魔鬼（いんまき）
声：野島汎平
闇ブローカーの一員で戸愚呂の部下。三鬼衆の二の角。
スピードと鋭い鉄爪に攻撃に加え、マントを被って透明化も行う。ただし、妖気自体は消すことができないのが弱点。
彼の妖気に気付いた桑原が幽助を庇った際、桑原の手首を切りつけた後に出現。幽助と桑原を翻弄して袋小路に追い詰めるが、逆に幽助と桑原の作戦に引っかかり、桑原の霊感で大体の位置を察知され、幽助に逃げ場がないほどのパンチを叩き込まれて敗れる。
アニメ版では妖気に気付いた桑原が幽助とぼたんを庇った際、桑原が着けていた「雪菜命」と書かれた鉢巻を引き裂いて幽助一行の前に出現。敗北を喫した幽助の連続パンチはショットガンに変更された。
獄門鬼（ごくもんき）
声：島香裕
闇ブローカーの一員で戸愚呂の部下。
三鬼衆の三の角。棍棒を武器としている。
原作では戦闘シーンは描かれず、扉絵で幽助と桑原のダブルキックを受けて名乗る暇もなく倒された。
アニメ版では幽助と桑原に同行していたぼたんを人質にとって、幽助と桑原を動揺させ、桑原の霊剣を棍棒で破壊するが（この時の霊剣は桑原がぼたんを巻き込まないよう加減していた）、ぼたんの脱出を許してしまった後は原作同様に倒された（その際、ダブルキックは「少年ジャンプ」と名付けられた）。
使者
声：亀井芳子
アニメオリジナルキャラクター。サングラスとローブが特徴の女性。
原作での三鬼衆の代わりに幻海の許に赴き、暗黒武術会のゲストに選ばれたことを告げた。
付き添いとして大男がいたが、そちらは一言も台詞を発さなかった。

## 暗黒武術会編（戸愚呂兄弟編）

組み合わせ

### 浦飯チームと対戦したチーム

#### 六遊怪チーム
浦飯チームの1回戦の相手。人間界の繁華街をブラブラしているところをスカウトされた。出場メンバー・補欠と出場順を適当にじゃんけんで決めた。
鈴駒（りんく）
声：近藤玲子、松井恵理子（100%本気バトル）
六遊怪チーム先鋒。小柄で素早い動きが自慢。肉弾戦そのものはさほど強くないが、妖気を通わせることで石盤を削るほどの威力を発揮する魔妖妖（デビルヨーヨー）を自由自在に操ることができる。
1回戦前日、浦飯チームの部屋に挨拶に現れた際には物音一つ立てずに部屋に入り、彼らを驚かせた。試合では桑原と対決。魔妖妖で翻弄するが、曲がる霊剣で相打ちとなり二人同時に場外に落ちるが、魔妖妖で桑原を場外に拘束したことでカウント勝ちを決める。アニメ版では酎との出会いが描かれており、他のチンピラ妖怪たちにいたぶられていたところを酎に助けられた（その時、酎の力の秘密を目撃している）。
浦飯チームと裏御伽チームの試合の最中、死々若丸の異様な妖気を恐れて会場から逃げ出してきた3人のチンピラ妖怪（それぞれ『西遊記』の孫悟空、沙悟浄、猪八戒を基にした姿をしている）に襲われた幽助（霊光玉の試練を終えて眠っている最中）と螢子を酎・陣・凍矢と共に助ける形で再登場した。決勝戦では戸愚呂弟のエネルギー吸収で弱りながらも酎の指示で辛うじて保ち、怒りと悲しみの力に目覚めた幽助の霊気にも助けられた。
魔界統一トーナメント編に再登場。蔵馬の誘いを受けて幻海の下で修行を積み、黄泉国家に身を寄せた時点で妖力値10万以上のS級妖怪にまで成長した。魔界統一トーナメントでは予選を勝ち残り本選に出場。1回戦で女妖怪・流石に敗れた。負けた理由は凍矢曰く「色香」。トーナメント終了後、彼女と付き合う。
アニメ版では足指を使い、両手も合わせて同時に計16個の魔妖妖の操作にも成功する。予選もこの技で勝ち残った。
名前の由来はゼルダの伝説シリーズの主人公リンクから。
呂屠（ろと）
声：森川智之
六遊怪チーム次鋒。手の甲の部分が変化した刃からカマイタチを放つが、それ以外に特技はなく、妖力は鈴駒にすら遥かに劣る。
蔵馬と対戦し、実力差から翻弄されるものの事前に放っていた使い魔に蔵馬の母・志保利を尾行させていることを明かすことで逆転、卑劣な本性を現す。しかし、蔵馬に密かにシマネキ草の種を植え付けられており、その影響で身体が動かなくなった後、命令用のスイッチを奪われた上で急成長したシマネキ草に身体を食い破られて戦死。その際に使い魔は呂屠の死に伴って逃げていったことを飛影が確認している。
原作では黒目、アニメでは三白眼になっている。また、アニメ版では人質作戦を鈴駒から嫌悪されるシーンも描かれた。
名前の由来はドラゴンクエストシリーズの登場人物ロトから。
是流（ぜる）
声：真殿光昭、森川智之（ナムコ版ゲーム）
六遊怪チーム中堅（リーダー）で、炎の妖気を操る火炎能力者。一見クールな金髪の白人男性のような姿だが、1回戦前日に鈴駒の連れ戻しも兼ねて浦飯チームの部屋に侵入したり、幽助を起こそうと炎の妖気を放ったり、飛影を挑発したりと性格はやや自信家かつ好戦的。アニメ版では卑劣な行為をも勝つための手段として容認する一面が描かれている。
飛影と対戦し、全身からの炎で辺り一面を火の海に変え、その強力な炎と鋭い手刀であっさり倒したかに見えたが、そこから立ち上がった飛影の奥の手・炎殺黒龍波の前になすすべもなく敗北。観客席側の壁に叩きつけられたまま燃やし尽くされ、影だけが残った。アニメ版では戦うシーンが増えており、自身が放った炎を体内に取り込み、全身が赤くさせるシーンがあった。この状態でのスピードは飛影すら回避できないほどである。
瞬殺された印象が強いが、実際には未完成で重傷を負う炎殺黒龍波を使わざるを得ないほどの強敵であったために飛影から「殺すには惜しい」、蔵馬からは「是流の実力は本物だった」と高く評された。
酎（ちゅう）
声：若本規夫
六遊怪チーム一の実力者だが、じゃんけんで負けたために補欠。幽助に負けず劣らずのバトルマニアで、豪快でさっぱりとした裏表の無い性格。酔拳の使い手であり、自らの妖気を拳大の大きさの妖気球「錬妖球（れんようきゅう）」に練り上げる錬金妖術師。体術は蔵馬に「我流のようだが無駄がない」「見た目とは裏腹に洗練された美技」と評されるほどハイレベル。強い魔界の酒を飲み、嘔吐することで一気に妖力が増す。
是流が倒されたことで戦意喪失して逃げ出した威魔陣と牙王を粛清して姿を現し、酎の異様な妖気に気付き眠りから目覚めた幽助と対戦。互いに霊気・妖気を使い果たした後、ナイフエッジデスマッチを展開。激しい殴り合いの末、幽助の勝ちで終わる。試合終了後、幽助と友情が芽生え、霊光玉の継承を終えて眠っている幽助の前に鈴駒たちとともに現れた。
アニメ版の決勝戦では鈴駒、陣、凍矢の分のチケットも預かっていたが、酔いつぶれたために遅れてしまい、幽助と戸愚呂弟の優勝決定戦開始直前になって、観客席内に姿を現す。戸愚呂弟のエネルギー吸収に苦しむ小兎を結界で護ったり、暗黒ドーム崩壊から浦飯チームを逃がす手助けをしたりした。
その後、魔界統一トーナメント編に再登場。蔵馬の誘いを受けて幻海の下で修行を積み、黄泉国家に身を寄せた時点で妖力値10万以上（アニメ版では121,600）のS級妖怪にまで成長した。魔界統一トーナメントでは予選を勝ち残り本選に出場。1回戦（アニメ版では予選）に雷禅の仲間だった棗と対戦したが、あまりの実力差に降参した。その後、彼女に惚れて交際を申し込む。大会終了後に棗に挑戦したが敗れた。
威魔陣（いまじん）
パーマがかった長髪に丸眼鏡の長身かつ細身の男。「殺しを楽しめる」とスカウトされ、大会に参加した。
是流が倒されたのを目の当たりにして戦意喪失し、牙王と共に逃げようとした所を酎に首を刎ねられて死亡。アニメ版では酎に撲殺される形に変更された。
牙王（がおう）
声：宇垣秀成
厳つい顔つきに筋肉質な体格をした、浅黒い肌の男。威魔陣同様、殺しを楽しめるとスカウトされて大会に参加したが、威魔陣と同じ末路を辿る。
権田原 助造（ごんだわら すけぞう）
声：中村秀利
六遊怪チームのスポンサーで、BBC（ブラック・ブック・クラブ）のメンバーでもある。六遊怪チームを「無名だがこれから伝説を作っていく」と高く評価していた。掛け金として六遊怪チームに全財産を投資していたが、チームが敗退したことで破産した。その後の動向は不明。

#### Dr.イチガキチーム
浦飯チームの2回戦の相手。操血瘤を取り付けられた人間の格闘家3名と妖怪の科学者2名で編成。試合には人間3名を出場させ、妖怪2名が森で蔵馬と飛影の邪魔をする。人間3名の格闘家は霊気による攻撃を得意としており、抜群のチームワークを誇る。
冨樫によれば、にくたらしい奴を大将にしようという設定でキャラを考えたという。
Dr.イチガキ
声：槐柳二
Dr.イチガキチームの監督。マッドサイエンティストで究極の生物兵器を造ることが夢。その先駆けとして、高名な武術家である三田村の弟子である円・梁・魁を操る。三人を利用するための取引材料として、三田村を重病に追い込んだのも、イチガキの策略によるものである。三人が幻海に倒され、追い詰められて切り札の戦闘妖液で巨大化するが、あっさりと幽助に倒される。その後、一命は取りとめており、決勝戦を観戦している姿がある。
アニメ版では、僅かながら戦闘シーンが加えられ、戦闘妖液の効果による伸縮自在の腕で、幽助の腕に傷を負わせる。最終的には円・梁・魁の分、三田村の分、桑原の分、自分自身の分を込めた幽助による合計6回の攻撃を受けて倒される。また、原作とは異なり、決勝戦の観戦には現れなかった。
ゲームギア版では、作品の1つである殺戮マシン・魔坐亜（まざあ）の力で復活し、幽助一行への復讐を行う。
円（えん） / M-1号
声：亀井芳子
梁・魁と同門の出身で、前髪の長い少年。ナイフのように鋭い霊気の輪（エンゼルチャクラム）を飛ばして戦う。恩師である三田村を助けるためにイチガキに身体を提供し、M-1号として操られるが、幻海の「修の拳・奥義（光浄裁）」によって正気を取り戻す。3人とも幻海が知っており、「心身ともに強い者たち」と評価されていた。
魁（かい） / M-2号
声：荒川太郎
円・梁と同門の出身で、口髭を生やした三つ編みの男性。伸縮自在の棒状の見えない霊気を操り、1回戦では相手チームのリーダーであった一つ目牛の首をこの技で切断した。三田村を助けるためにイチガキに身体を提供し、M-2号として操られるが、幻海の「修の拳・奥義（光浄裁）」によって正気を取り戻す。円と梁と共に決勝戦を観戦するが、100%になった戸愚呂弟に吸収されかける。
梁（りょう）/ M-3号
声：中村大樹、檜山修之（第33話のみ）
魁・円と同門の出身で、長髪で筋肉質の青年。掌に纏った見えない霊気（ハウンドクロー）で相手を押し潰す。1回戦では相手チームの大将の首を引きぬいて倒し、2回戦進出を決めた。三田村を助けるためにイチガキに身体を提供し、M-3号として操られるが、幻海の「修の拳・奥義（光浄裁）」によって正気を取り戻す。試合後、自分たちのために怪我を負った桑原の代わりに浦飯チームに加えてほしいと申し出る（ただしルール上、不可能だった）。
M-4号、M-5号
イチガキの助手の科学者妖怪たち（どちらがM-4号で、M-5号なのかは作中では不明だったが、スマートフォンアプリ『100%本気バトル』では生き残っていた人物がM-4号、瞬殺された人物がM-5号とされている）。蔵馬と飛影の足止めに赴いたが、M-5号は2人の薔薇棘刃鞭と剣による攻撃で瞬殺。M-4号はガタスバルを使って2人を苦戦させるが、蔵馬がガタスバルを制御下に置いたことで形勢が逆転。2人に拷問され（アニメ版では飛影が行う）、イチガキの計画を洗いざらい喋り、最終的にはガタスバルともども闘技場に投げ捨てられた。
ガタスバル
声：なし
Dr.イチガキが作り出した魔性力学の妖鋼獣。対妖気防御用の陰呪水を塗った鎧を纏い痛みを知らない身体を持つが、一部壊れた箇所から蔵馬が薔薇棘刃鞭を回路に侵入させ、操って停止させた。原作では一つ目の怪物のような姿（アニメ版オープニングにも一瞬だがこの姿で登場している）で生物らしさが残っていたが、アニメ版ではメカが強調されたデザインに変更されている。

#### 魔性使いチーム
浦飯チームの3回戦の相手。全員が魔界の忍者の中で最も恐れられている「修羅」の者で構成されている。闇の世界の影を生き、命を懸けた戦いの前に自分の一番弟子に己の奥義を託し、部隊を維持する暗躍組織。優勝時の願いは首くくり島の独占であり、そこを拠点に「表（光）の世界を支配する」という一種の反乱を企ていた。
冨樫によれば、魔界忍者というキャラ設定を進め、姿を隠して登場させることを決定。技の方を先に決めて顔を合わせていく、自分としては珍しいキャラ作りになったと語る。またチーム名を思いついた際、一番最初に思いついた名前があったが、作中に登場したチームには入っていないという。
画魔（がま）
声：曽我部和恭
魔性使いチーム先鋒。白い肌でバンダナをした男。自身の血液そのものに高い妖力が込められており、血化粧によって、様々な効果を与える化粧使い。
「戦闘の粧」で自らの戦闘力を高め、「獄錠の粧」で蔵馬の両手両足の動きを制限したものの、油断して決着を急いだために、髪で薔薇棘刃鞭を操った蔵馬の攻撃を受けて重傷を負う。蔵馬からは降参を勧められるが「先（仲間）の勝利のために死を選ぶのが、魔界忍者の極意」として、自らの命を犠牲にして「念縛封呪の粧」を施し、蔵馬の妖力を封じた後、絶命した。
蔵馬からは「死ぬには惜しい使い手」と評され、チーム内では、温厚な性格かつ調整役的な位置にいた様子。
凍矢（とうや）
声：松本保典、鈴木勝美（ナムコ版ゲーム）
魔性使いチーム次鋒。氷を操る能力を持つ妖怪では最上位の呪氷使い。必殺技に氷の粒を散弾銃のように放つ「魔笛霰弾射（まてきさんだんしゃ）」を持つ。闇の中の、さらに影を生きる魔界忍者の生き方に疑問を抱き、メンバーの中でも特に「光」への執着が強い。冷静沈着かつ慎重、正々堂々とした勝負を好む生真面目な性格で、仲間想いな一面も持つ。
蔵馬との試合では、画魔に妖力と機動力を封じられながらもキレ者である蔵馬を警戒し、魔笛霰弾射による遠距離攻撃を仕掛けるが、致命傷を与えられず、近距離戦で確実に倒すことに切り替え、右腕を氷の剣として、接近するが、シマネキ草の種を自分の中で発芽させるという捨て身の戦法からのシマネキ草の突きに腹部を貫かれて敗れる。蔵馬にトドメを刺すように言うが、「君たちが求める光の先にあるものを俺も知りたい」という興味と凍矢との戦いで戦闘不能になるほどのダメージを蔵馬が負ったことから命拾いした。
その後、魔界統一トーナメント編に再登場。蔵馬の誘いを受けて幻海の下で修行を積み、黄泉国家に身を寄せた時点で妖力値10万以上（アニメ版では123,000）のS級妖怪にまで成長した。魔界統一トーナメントでは予選を勝ち残り本選に出場。くじ運に恵まれ、注目選手が一人もいないCブロックに分けられたが、どこまで勝ち進んだのかは描かれなかった。小兎に好意を寄せられており、彼女曰く「マジでカタくてとっつきにくそうな人なんだけど、本当は優しいんじゃないかって勝手に思ってる」。
アニメ版では、全ての対戦相手を一度に凍らせて予選を勝ち残り、本選では1回戦で九浄と対戦、敗北した。
爆拳（ばくけん）
声：小関一
魔性使いチーム中堅。チーム一の巨漢で全身に無数の傷跡が刻まれた厳つい角刈りの男の霧使い。鍛え抜かれた肉体による肉弾戦を得意とするが、彼が繰り出すパンチの威力は見た目とは裏腹に大したことはなく、その妖力・格闘能力ともにメンバー中では最弱。典型的な卑劣漢気質であり、その上「他人には厳しいが、自分には甘い」を絵に描いたような自己中心的かつ傍若無人極まりない性格をしている。試合でも審判である小兎にまで手を出すなどの暴君ぶりを見せるが、格上の相手に追い詰められると黙り込んだり、命乞いや言い訳をするなどの醜態を晒す。
試合では画魔、凍矢との連戦で立っているだけでもやっとの状態となった蔵馬に対し、執拗に攻撃を加えるといった卑劣な行為を平然と行うが、それに激怒した幽助が大会ルールを無視してでも霊丸を撃とうとしていたことを吏将から知らされたことで蔵馬をリング外に放り投げ、カウント勝ちとなる。幽助との戦いでは自分の汗を霧状にして自身の姿を隠す「白煙の霧」（名称はアニメ版より）という技を使用して、幽助の視界を遮りつつ肉弾戦を挑もうとするが（アニメ版では竜巻を起こしての突進戦法も披露）、霊丸の爆風で霧を晴らされた後に一撃で肋骨を砕かれただけで戦意喪失。
その後、幽助から蔵馬戦での行為を引き合いに出された際に「興奮してたからよく覚えてない」と見苦しい言い逃れをしたことで幽助の逆鱗に触れ、拳の跡ができるほどの滅多打ちによって、全身の骨を砕かれた状態で観客席にまで殴り飛ばされ、敗北した。
アニメ版では上記の言動に加えて、嘘泣きまで使って幽助を油断させ、その隙を突いて瓦礫を頭にぶつける悪あがきを行うシーンが追加された。しかし結果はさらに怒りを買っただけとなり（この際、前述の言い訳に対しての痛烈な返答を浴びせられた）、原作とほぼ同様の末路を遂げる。
冨樫によれば、前述のとおり汗を利用する霧使いとして「バカみてーな奴」としてデザインした。
陣（じん）
声：山口勝平
魔性使いチーム副将。風を操る能力を持つ風使いで、東北訛りの言葉を話す。飛影曰く、百戦錬磨の強者。どこか飄々としており、他人からの指図や卑怯なことを嫌う純粋かつマイペースな性格。必殺技に腕を高速回転させて竜巻を作り出す「修羅旋風拳（しゅらせんぷうけん）」と、周囲に強風を発生させて身を守る「爆風障壁（ばくふうしょうへき）」などがあるほか、風を駆使することで自由に空を飛ぶことも可能となっている。
幽助との試合では風の力を使った技の数々で霊丸を封じ、互角の戦いを繰り広げる。奥の手である両手による修羅旋風拳を繰り出すが、霊力を全開にした幽助に修羅旋風拳を2つとも防がれ、カウンターによる霊光弾の直撃を受けて、観客席に弾き飛ばされ、力尽きて敗退した。以後、幽助と友情が芽生える。なお、試合は幽助が勝利したものの豚尻と吏将の陰謀により、「審判の小兎のカウントが遅れていた」という理由で引き分けとされた。
その後、魔界統一トーナメント編に再登場。蔵馬の誘いを受けて幻海の下で修行を積み、黄泉国家に身を寄せた時点で妖力値10万以上（アニメ版では120,800）のS級妖怪にまで成長した。魔界統一トーナメントでは予選を勝ち残り本選に出場。どこまで勝ち進んだのかは描かれなかった。瑠架に好意を寄せられており、彼女曰く「オクテっぽい」。
アニメ版では必殺技が「修羅電撃旋風拳（しゅらでんげきせんぷうけん）」にグレードアップしており、この技で予選を勝ち残る。本選は1回戦で痩傑に敗北した。
ゲーム版では「修羅突風撃（しゅらとっぷうげき）」や「修羅烈風斬（しゅられっぷうざん）」など、竜巻やカマイタチを繰り出す技を持つ。
吏将（りしょう）
声：田原アルノ、曽我部和恭（ナムコ版ゲーム）
魔性使いチーム大将。やや長い黒髪に細身、特徴的な鼻（作者の表現では「鼻が通天閣打法」）をした男。勝てば官軍という思考タイプの持ち主で、卑劣な手段を用いてでも無駄な戦いは避けるべしと考えている。とはいえ、実力は本物であり、蔵馬からは「残った2人（陣と吏将）は大将クラス」と評されたほど。土使いであり、土の鎧を身に纏う「修羅念土闘衣（しゅらねんどとうい）」からの「ボンバータックル」が得意技。
陣まで敗れ、メンバーが吏将1人になったことで焦る豚尻に「運営者の権限を活かして、先ほどの試合を引き分けとすれば良い」と助言・実行させたことで浦飯チームを敗退に追い込むが先のDr.イチガキチーム戦で重傷となりながらも立ち上がった桑原と準決勝進出をかけた試合を展開。桑原が霊剣も出せないほどの重傷状態だったこともあり、優位に立つが桑原の耐久力の高さの前に決定打を与えられずにいた。延長決定戦に持ち込むべく、玉砕覚悟で特攻してきた桑原が雪菜の応援で一方的な愛の力を発動したことで観客席にまで殴り飛ばされて敗北する（ルール上は10カウント負け）。その後、敗北に大きなショックを受けており、幻海に倒された鈴木と一緒の病室ではうなされていた。決勝戦は陣と凍矢とは別に観戦していたが、アニメ版では桑原に敗北して以降は未登場。
アニメ版での桑原戦では桑原の特攻に対し、ボンバータックルで応戦。フェンスに殴り飛ばされながらも立ち上がり、修羅念土闘衣をさらに強固にして攻撃を仕掛けるが、霊力が回復した桑原の霊剣によって一撃で鎧を粉砕され、間髪入れず追撃を叩き込まれ観客席にぶっ飛ばされて気絶した。また、引き分け案に抗議してきた凍矢に対しては、原作では口だけで沈黙させたが、アニメ版では右腕に土を纏っての裏拳も使って沈黙させている。
豚尻（ぶたじり）
声：島香裕
魔性使いチームのスポンサー。勝つためには手段を選ばない卑劣極まりない性格。浦飯チームが負けた後は罰ゲームと称して、全員をリンチのサンドバッグにして、皆殺しにする予定であり、大会参加費と吏将の勝利に全財産を賭ける。
飛影と覆面戦士（幻海）を欠場扱いにし、吏将の入れ知恵もあって、幽助と陣の試合を引き分けに持ち込む。だが、勝者を穢すというやり口が左京と戸愚呂弟の怒りを買ってしまい、「豚尻の命に免じて、この試合だけは豚尻のルールでやらせる」という左京の提案により、戸愚呂弟のデコピンで頭半分を吹き飛ばされて死亡。
アニメ版ではBBCのメンバーとしても描かれていたため、前のシリーズである雪菜編にも登場。豚尻の引き分け案に憤りを覚えた戸愚呂弟が闘技場の通路の壁を拳で破壊するシーンや、左京から「戦いは強者が弱者を全力で叩き潰すから面白い。せっかくのゲームに水を差してもらっては納得ができませんな」と僅かな怒り交じりに告げられるシーンも描かれた。

#### 裏御伽チーム
浦飯チームの準決勝相手。御伽話の悪役や不幸な主人公の邪念で生まれた集団と称しているが、その実態は、大将の怨爺（鈴木）と副将の死々若丸は妖怪で、その他の面子は幻魔獣などの寄せ集め。鈴木を除く全員が闇アイテムを武器とする。浦飯チームとの試合では死々若丸の提案で「両チームの選手の名前が書かれたサイコロを振り、出た目に書かれている名前の選手同士を対戦させ、自由の目が出た場合は選手を自由に選べる」というルールの元に行われた。チームオーナーは不明。
冨樫によれば、御伽話のドロドロした部分をもっと強調したかったが、力量不足でキャラクターだけ拝借したという。
魔金太郎（まきんたろう）
声：宇垣秀成
裏御伽チーム先鋒。裏御伽チームでは最も筋肉質かつ大柄で、腕を斧のように変形させて相手を瞬時に切り裂く「魔唆狩拳」が得意技。
先鋒戦では飛影のスピードに全くついていけずに、痛みも感じない速さで片腕を斬り落とされ、怒りにまかせ「魔唆狩拳」を放つが、飛影の残像に翻弄された挙句、あっさりと脳天を剣で串刺しにされて死亡。なお、この際に原作では残った片腕で「魔唆狩拳」を放っているが、アニメ版では切断された方の腕を再生させつつ変形させている。
戦死後、その遺骸は黒桃太郎の蹴り一つで片される。また、死々若丸いわく、黒桃太郎と共にチームの捨て石に過ぎなかったらしい。
アニメ版では前試合にあたる獄界六凶戦で相手の念蛇を真っ二つにする見せ場もある。また原作では黒桃太郎よりも身長が低かったが、アニメ版では黒桃太郎よりも身長がやや高く、顔の輪郭や体型が全体的に引き締まっており、原作よりも屈強かつスリムに描かれている。
黒桃太郎（くろももたろう）
声：青森伸
裏御伽チーム次鋒。桃太郎の格好をした悪漢風の男で、ガムを噛んでいることが多い。仲間意識も乏しく、先鋒で敗れた魔金太郎を「芸がなさすぎる」と見下し、死体を場外に蹴り飛ばすなど冷酷。自身の肉体に受けたダメージで相手の攻撃力を記憶する能力を持ち、闇アイテム「奇美団子」の効果でそのダメージを回復し、それに耐えうる力を持った形態に変身する「武獣装甲」を行う。
飛影との対決では、飛影が炎殺黒龍波を使えないことを好機と見て、あえて飛影の攻撃を受けることで、その威力を学習。剣の切れ味を学習後に魔猿の装となり、炎殺煉獄焦に耐えた後に魔雉の装となり、飛影を追い詰めていく。確実に倒すために魔犬の装となるが、飛影の隠し技・邪王炎殺剣で一刀両断されて（アニメ版では噛みつかれる寸前の一瞬で数回斬られていた）、戦死。
アニメ版では獄界六凶との狂砲を相手に人間態の状態で百烈パンチを繰り出して圧倒するシーンも描かれた。
キャラデザイナーの大西雅也はアニメ登場の際、線を多くしすぎて、作画監督に怒られてしまったと話している。
裏浦島（うらうらしま）
声：二又一成
裏御伽チーム中堅。非常に小柄で少年のような風貌。釣り竿状の鞭を使い、その腕前は蔵馬と互角。特殊な釣り糸を巧みに操り、リング上に瑠架と同程度の強力な結界を張り巡らせることも可能。この釣り竿状の武器は後述の逆玉手箱と同じく、鈴木の手によって作られたものであり、攻撃手段以外に逆玉手箱の煙の範囲を絞る補助的な役割を果たしている。
一見すると人の良さそうな素振りをしているが実際は狡猾な卑劣漢といった性格で、自分よりルックスが良く背が高い者が大嫌い。試合では蔵馬の優しさを逆手に取り、改心したふりをして騙し討ちを行なった。結界内に閉じ込めた蔵馬に対して、煙を吸った自分以外の相手を若返らせる切り札の闇アイテム「逆玉手箱」を使うが、胎児以前に戻したことが裏目に出て、蔵馬の前世である妖狐を呼び出してしまう。怒りの妖狐が召喚した食妖植物に恐れをなして戦意喪失し、自分が知っている限りのことを話し始めるが、裏浦島を見限った死々若丸が場外から投げた魔哭鳴斬剣で結界諸共に首を貫かれて、猪（あるいはイノブタ）のような姿をした幻魔獣に戻り、絶命。妖狐蔵馬の名と顔も知っていたが、蔵馬と妖狐が同一人物であることは知らなかった。
アニメ版では服装が少し変更されており、藁製の腰巻きの下に膝丈の黒いスパッツを穿いている。
死々若丸（ししわかまる）
声：森川智之
裏御伽チーム副将（リーダー格）で、実力、妖力とも裏御伽チーム最強。二つ名は「死々若」と「若様」。プライドが高く暴力は悪のみ許された行為と考え、それゆえに正義を嫌う。くるんだ相手をどこかへ飛ばす布「死出の羽衣」、妖刀「魔哭鳴斬剣」（鈴木作の闇アイテム。元は「試しの剣」）を使う。美形で女の子（妖怪）のファンが多い。逆上すると鬼のような形相となる。必殺技は、周囲にも被害が及ぶ技「爆吐髑触葬（ばくとどくしょくそう）」。観客席にまで被害が及ぶ危険な技で、爆発の後に無数の怨霊が飛び交い、下級の妖怪ならば食らえばひとたまりもない。「怨呼障縛壁（おんこしょうばくへき）」は怨霊で構成された壁で、相手の動きを抑制する。
暗黒武術会において、桑原戦では死出の羽衣で勝利。続く幻海戦では霊光鏡反衝で爆吐髑触葬の妖気を跳ね返されて敗北する。アニメ版では霊光鏡反衝を受けた後も立ち上がるが、二度目の霊光鏡反衝で魔哭鳴斬剣も破壊されて敗北するという流れになっている。
その後、魔界統一トーナメント編に再登場。蔵馬の誘いを受けて幻海の下で修行を積み、黄泉国家に身を寄せた時点で妖力値10万以上のS級妖怪にまで成長した。小型で角の生えた小鬼のような姿も取る。同時に招聘された他メンバーたち（酎、鈴駒、陣、凍矢、鈴木）が幽助らに対して好意的な意見を述べたり幽助の味方をしている中、一人だけ悪態をついて幽助を認めていないと発言するなど、協調性がない。魔界統一トーナメントでは予選を勝ち残り本選に出場。どこまで勝ち進んだのかは描かれなかった。
アニメ版では、「新魔哭鳴斬剣」と奥義「戒髑触波斬（かいどくしょくはざん）」を引っさげてトーナメントに出場。予選で最後に残った巨大亀のような姿の妖怪に苦戦するが、一寸法師の如く小さくなって体内から攻撃し、辛くも勝ち残る。本選は1回戦に北神と対戦するが、軟体術に対応しきれずギブアップした。
美しい魔闘家鈴木（うつくしいまとうか すずき） / 怨爺（おんじい）
声：曽我部和恭（怨爺変装時：田口昻）、速水奨（120%フルパワー）、亀山雄慈（100%マジバトル）
裏御伽チーム大将にして参謀格。最初は「怨爺」という老人姿で活動していたが、幻海に変装を見破られた後はピエロのようなメイクを施した姿に変身。千の顔と千の技を持つ男「美しい魔闘家鈴木」と名乗った。闇アイテムの制作者でもあり、その腕前は幻海からも天才的と評された。しかし、そのことを自分自身の強さであると勘違いしていると幻海に指摘されている。
怨爺の状態では極道山、桑原と対戦。極道山戦では蹴り一撃だけで勝利し、桑原戦では死出の羽衣をブラックホール状で再現し、桑原を闘技場から消して勝利した。アニメ版では桑原との戦闘シーンが追加されており、桑原の攻撃を素早い動きで回避・翻弄していた。邪王炎殺拳や邪眼師に関して知識があるようで、戦闘以外では飛影の右腕に黒龍波の後遺症が残っていることを見ぬき、黒桃太郎に助言を送った。
正体を現してからは、一転して派手好きで狂気に満ちたナルシストの一面を披露しており、醜いものは死に、美しい者だけが生きる権利を持つと豪語する独特の美学を持つ。
幻海戦では異なる波長の妖気を七色の虹に見立てて放つ「レインボーサイクロン」、戸愚呂弟が使用する筋力操作をコピーした「爆肉鋼体」など多彩な技を披露するが、幻海には全く通用せず、格闘技のみで完敗。幻海からは「死々若丸のほうが強い」と評された
幻海に敗北して以降は素顔で登場し、蔵馬と桑原に闇アイテムの試作品を渡す。その際に、「強い妖戦士田中」と名乗っていたころ（アニメ版では名前の部分は触れず）、戸愚呂弟と戦うも30%の彼を見ただけで醜態を晒し、戸愚呂弟に相手にすらされなかったことや打倒戸愚呂弟のためにも武術会に出場したことを明かし、戸愚呂弟を倒すのは自分ではないことも悟った。
その後、魔界統一トーナメント編に再登場。蔵馬の誘いを受けて幻海の下で修行を積み、黄泉国家に身を寄せた時点で妖力値10万以上のS級妖怪にまで成長した。つまり、結果的にかつて歯が立たなかった戸愚呂弟より強くなることができた。修行を通じてすっかり真面目な性格となり、何かと悪態をつく死々若丸の保護者的存在となっている。魔界統一トーナメントでは予選を勝ち残り本選に出場。どこまで勝ち進んだのかは描かれなかった。樹里に好意を寄せられており、彼女曰く「自分で気付いてないみたいだけど、かなりボケてる」、「例えるなら顔のいい山崎さん」。
アニメ版では、「レインボーサイクロン・エクストラフラッシュ」で同じグループの妖怪すべてを消し飛ばして魔界統一トーナメントの予選を勝ち残る。本選の戦闘シーンは描かれなかったが、凍矢が幽助に「鈴木は1回戦で桁違いの妖気を持つ妖怪（対戦相手は不明）に敗れた」と話している。動揺すると劇画のようなタッチになり、しばらく固まる癖がある。暗黒武術会で幻海に鼻の飾りを奪われたときと、魔界統一トーナメントの予選で死々若丸が相手に食われたと思われたときに披露した。
冨樫は「鈴木はいいキャラだ。蔵馬の心のツッコミは自然に出てきたもんな」とコメントしている。

#### 戸愚呂チーム
浦飯チームの決勝戦の相手。前大会で優勝しており、強豪揃いのチーム。1回戦で魔界狂戦士チームに勝利後、2回戦はシード扱いで一足先に準決勝に進出。準決勝で五連邪チームと戦って同じく勝利する。
鴉（からす）
声：堀川亮
戸愚呂チーム先鋒。
長髪とマスクが特徴的で容姿端麗だが、好きな者を自分で殺すことに快感を覚えるサディスティックな性格。美しいものを好み、蔵馬に対して異様な執着を見せる。相手の器量を分析する能力にも優れており、酎戦で幽助が霊丸を連射した副作用で霊丸が使用不能になったことを見抜き、霊光玉を幽助に継承したことで幻海の霊力が大幅に低下した際には風前の灯火と称した。以前戸愚呂兄弟と戦って敗北したことがある。この時、戸愚呂弟に80%の力を出させた。一人称は「私」（戸愚呂兄弟と戦った時は「俺」）。
自らの妖気を素に爆弾を作る実力を持つ支配者（クエスト）級。マスクを外した後は口から火気物質を集めることでパワーアップを行い、髪の色も変わる（アニメでは金髪）。なお、美しいものを好む割には爆弾はグロテスクなデザインのものが多い。
暗黒武術会決勝戦では妖狐蔵馬相手に一歩も退かぬ戦いを展開し、蔵馬が制限時間よりも早く人間の姿に戻ってしまったことと植物を武器化する妖力も残っていない状態になったことから勝利を確信。蔵馬が肉弾戦で植えつけたシマネキ草も発芽する前に除去して蔵馬をゆっくりと甚振っていくが「シマネキ草の種による胸部の傷から出血しているところを魔界の吸血植物に血を吸わせる」という蔵馬の作戦により血液を吸い尽くされて絶命する。
本来なら人間の姿のままでの魔界の植物召喚は蔵馬自身の命と引き換えにするものだったが、人間の身体に妖狐の力が戻りつつあったために蔵馬は命拾いする。しかし10カウント後の攻撃だったため、試合上は鴉の勝利で終わった。
彼と蔵馬の戦いは究極の名場面コンテストで第1位に選ばれている。
第2回キャラクター人気投票では第8位にランク入り。
武威（ぶい）
声：金尾哲夫、若本規夫（ナムコ版ゲーム）
戸愚呂チーム次鋒。
全身を鎧で包んでいる際は寡黙だが、鎧を外した後はよく喋るようになる（小兎曰く「結構渋い声」）鴉とは戸愚呂チームに所属する前からの付き合いであり、2人で戸愚呂兄弟と戦って敗北しながらも戸愚呂弟に80%の力を出させた。額の傷痕は過去に戸愚呂弟と戦ってついたことがアニメ版で描かれた。
鎧装備時は大斧を軽々と操り、鎧を外した後は「武装闘気（バトルオーラ）」と呼ばれる強力な闘気を駆使する。鎧を纏っているのは自分でも抑えきれない強力な闘気を抑えるためであり、闘気こそが真の鎧。原作では体術以外に特に技らしい技は使わなかったが、アニメ版では武装闘気を十字状にして相手に放つ「オーラバトル・クロスアタック」という必殺技も使った。また、鎧装備時に使う大斧は飛影に「妖気の通ってない鉄くず」と評されていたが、武威の妖気で作られているような描写があり、破壊されても再び作り出した上に刃もさらに巨大化していった。
暗黒部武術会決勝戦の次鋒戦では武装闘気で飛影の炎殺黒龍波を跳ね返すが、それにより飛影を"黒龍を喰った"状態にしてしまう。黒龍により強化された飛影の妖気に自棄気味となり、飛影に猛攻を仕掛けるも通用せずパンチ一発で戦闘不能になり、10カウント負けとなる。敗北直後、戸愚呂兄弟、特に弟との戦いに敗北した後に修行に修業を重ねたが戸愚呂はより強くなっていたということを痛感したことや、飛影にも負けたことでプライドを完全に打ち砕かれたことを語り、飛影に止めを刺すように言うが指図されることが嫌いな飛影からは「死にたければ勝手に死ね」と返答された。生き延びた後は戸愚呂弟の最期を見届けるがアニメ版では飛影戦以降は登場せず。
彼と飛影の戦いは究極の名場面コンテストで第2位に選ばれている。
戸愚呂兄（とぐろあに）
声：鈴木勝美
戸愚呂チーム中堅（実際は副将）にして戸愚呂弟の実兄。弟からは「兄者」と呼ばれている。
弟と同様に元人間で50年前の暗黒武術会で弟や幻海と共に戦った。その時にどのような武術を得意としていたかは不明。背格好は幻海と同程度くらいと小さく、弟の肩に乗って移動することが多い。普段は物静かで理知的な振る舞いを見せるが、実際は饒舌で卑劣かつ残酷・嗜虐的な性格。弟とは異なり、私利私欲のために妖怪に転生した。かつての幻海に劣情を抱いていたが、彼女が弟に殺された後はその死を嘲笑っている。一人称は「俺」だが、アニメ版の五連邪チームとの試合開始前では「私」を使っている。人間時代の姿は原作では描かれず、アニメ版第66話の回想シーンで僅かながらに描かれた。
身体を自由自在に変形させる能力を持ち、主に剣や盾などに変形（武態）して弟が操る武器となるが、単独でも高い戦闘能力を持つ。その他に重要な臓器や脳を身体の他の部分へと移動させることが可能。劇中で単独時に見せた武器化は全身から展開した針、指を変形させた鞭状の針、足を変形させたドリル、腕を変形させた刀。また、身体の再生能力も非常に高く、多少のダメージを受けてもすぐに元に戻れる事実上不死身の肉体と言える。ただし、受けたダメージの大小により再生のスピードは変化する。
暗黒武術会決勝戦では桑原と対戦。桑原の試しの剣を警戒し、足を変形させたドリルで地中から本体を移動させ、左腕を擬態させた人形を斬らせた後隙を突いて試しの剣を奪う。桑原が幻海の死を知らなかったことを知ると右腕を幻海の姿にしての人形劇で幻海の死を惨たらしく説明した。激怒して霊力が高まった桑原の反撃に遭い、試しの剣も奪還されて最終的には巨大霊気棒で身体全体を一度に潰されて敗北する。その後幽助vs戸愚呂弟戦開始時に上半身裸かつ多少血のついた状態で復活し（アニメ版では服も再生しており、血もなく浅傷となっている）、弟に加勢しようとする。しかし、1対1の戦いを邪魔しようとしたことや幻海の死を嘲笑ったことで弟に見限られてしまい、高く蹴り上げられ落下してきた後（アニメ版では指を異様に伸ばし、攻撃しようとした）に殴り飛ばされて粉砕。会場外の海まで吹っ飛ばされる。なお、大会優勝時の望みは浦飯チームの死であった。
その後海を漂いながら少しずつ再生を続け、頭部を半分ほどに再生（アニメ版では右腕も再生していた）させた状態で武術会終了後の首くくり島の海岸に漂着。悪さと強さを兼ね備えた者のみが感知可能な特殊な念波を発し、それをキャッチした仙水に拾われ、左京の計画と幽助たちの情報を教えて仙水の策謀の水槽で飼われる。しばらく経って巻原が現れ、再生中に捕食されて体内に取り込まれてしまう。しかし逆に巻原を内部から侵食していき、彼の精神を消してその身体と能力を全て乗っ取った。さらに巻原から喰った室田の「盗聴」能力も手に入れ、天沼と共に桑原捕獲に出撃した後に仙水の入魔洞窟内で幽助一行と戦うことになる。蔵馬に対し、天沼を死に追いやった直後で怒りが収まらないことを「盗聴」で知り挑発するが、既に巻原の正体が戸愚呂兄だと気づいていた蔵馬に薔薇棘刃鞭で巻原の頭部半分を切断されたことにより、正体を現して幽助一行に自身の経緯を説明した。無敵と称し、蔵馬の能力を奪おうと襲い掛かるが、再生能力を逆手に取った蔵馬に邪念樹を埋め込まれ、永遠に蔵馬の幻影と戦い続ける生き地獄へと落とされた。
原作とアニメ版では巻原に喰われるタイミングが異なっている。原作では桑原を襲撃する前の御手洗にその様子を目撃されているが、アニメ版では御手洗が幽助のマンションに運び込まれた直後に行われ、部屋の持ち主の仙水と巻原を連れて来た刃霧が一部始終を目撃した。桑原を捕らえる状況も異なっており、これらの要素のためにアニメ版では入魔洞窟内で対峙するまでは、幽助たちに戸愚呂兄の存在が発覚しなかった（ただし、桑原だけは捕らえられた後に入魔洞窟に向かう道中、車上にて仙水から彼の生存と経歴を聞かされていた）。
戸愚呂弟（とぐろおとうと）
声：玄田哲章、三宅健太（マルちゃんZUBAAAN!×幽遊白書コラボムービー）
闇ブローカー（アニメ版では妖怪集団）の頭目であり、戸愚呂チーム副将（実際は大将）。作中で単に戸愚呂と呼ぶ場合はこちらの弟の方を指すことが多い（アニメ版でもスタッフロールにて兄が出演していない場合は「戸愚呂」と表記されている）。
元人間のB級上位妖怪。過去に暗黒武術会優勝の褒賞として妖怪に転生し、永遠の若さと人智を超えた力を得る。ストイックさやサングラスを着用している大男の厳つい外見とは裏腹にユーモラスな発言をすることも多く、戦い以外では相手を気遣う言葉を掛けるなど紳士的な面も見せる。戦いに関しては醜悪な兄に対して「品性まで売った覚えはない」と唾棄するように正々堂々の勝負を重んじる信念と、自他共に度が過ぎるほどに厳しい一面以外に真っ向から強さを追い求める求道者の性質も持つ。それ故に戦いに生きる者を惹きつけるカリスマ性も備えており、幽助も彼の強さに憧れていた。喫煙者である一方、酒が飲めない。オレンジジュースを好んでいる（アニメ版では烏龍茶も）。アニメ版第26話ではバイクに乗っているシーンが描写されている。
筋肉操作で筋肉の量を自在にコントロールし、増強された筋力での格闘能力が武器。垂金編では武器に変形した兄と共に戦っていたが、暗黒武術会編では自らの五体のみで戦う。筋肉操作80%だと拳の風圧が、100%だと指で弾いた空気が強力な武器となる（指弾）。80%以上になると弱い妖怪は一瞬にしてその攻撃的な妖気の圧力だけで死亡してしまう。80%の戸愚呂弟と対面して生き残っていたものは武術会以前では鴉・武威・自身の兄のみだった。普段の外見はかなりの大柄である以外は人間とさして変わらないが、100%になると怪物のような姿に変貌。エネルギーを消耗しやすくなるが、周囲の生命体からエネルギーを吸収することで補う。筋肉操作は劇中では20%・30%・45%・60%・80%・100%・100%中の100%を披露。妖力を抑えることにも長けており、探知能力の優れた桑原ですら妖気を開放する前は対面しても大した力を感じなかった。
兄と共に垂金に雇われた際に幽助&桑原と対決。20%の力と武態した兄の剣と盾を駆使し圧倒的な力の差を見せつけるが、真の雇い主である左京の計画に従い、隙を突かれたふりをしてわざと敗れる。幽助に武術会のことを告げに来た際には60%に変身し、幽助を恐怖させた。また、アニメ版のコエンマは「大昔に一度だけ、戸愚呂を見た」と発言している。
暗黒武術会決勝で幽助との優勝決定戦を展開。序盤は80%で圧倒していたが、呪霊錠を解いて全力を出した幽助に対し、100%への変身を行う。幽助を圧倒し、会場内の者たちからじわじわエネルギーを吸収しながら幽助のさらなる力を引き出そうとする。幽助の眼前で桑原を殺害（実際は未遂）したことで幽助の力を引き出すことに成功し、幽助を自分と同じ道に誘うが幽助は戸愚呂弟が捨てたものを捨てることなく戦って勝つことを宣言。そんな幽助に喜びを感じながら自身も100%中の100%になり、幽助の渾身の霊丸を完全に防御に回って握り潰すもののフルパワーの反動で身体が崩壊。自身の全力を引き出せたことを幽助に感謝し、幽助の仲間を称えて死亡する。その後亡骸は白く皺だらけの状態と化した。アニメ版では暗黒ドーム爆破前に左京が「戸愚呂が浦飯くんに出会った時、近年にない喜びようだった。戸愚呂は待っていたのかもな、浦飯くんのような男が現れるのを。」と述べている。
妖怪に転生した本当の理由は50年前の暗黒武術会が始まる3か月前、当時優勝候補No.1である潰煉に全ての弟子と格闘仲間を殺されたためであった。それまで自分が最強だと信じていた彼は当時の潰煉に全く歯が立たず、仲間さえ救えなかった。しばらく行方をくらました後、心に鬼が棲んだ状態で大会に出場。決勝で潰煉を倒すが仇を討っても自分自身の中で罪の意識が消えず、自分を責め続け誰かに倒されることが真の望みであった。その生涯は「守れなかった弟子たちへの償いというよりも自らに責め苦を与える拷問のような人生」とまで称され、妖怪への転生や後述の冥獄界へ行くことを望んだ件も含めてコエンマも複雑な心境であった。また、その事実が明かされる前に蔵馬は戸愚呂弟の真の望みを察した発言をし、アニメ版でのコエンマは「仲間を捨ててまで強くなった自分が虚しかったのかもしれん」と述べてもいる。
幻海とは共に技を磨き妖怪退治をしていた戦友であると共に恋人未満のような仲でもあったが、妖怪への転生をきっかけに決別し、50年間会っていなかった。老いたとはいえ幻海に対しては今も思うところがあり、決闘の時にも「強く、美しかったあの時に殺しておくべきだった」と称するほど複雑であり、兄が幻海を侮辱した際には兄を粛正するほどの怒りを見せた。
霊界裁判においては悪人（幻海以外）しか殺さなかったことや格闘家としての功績から軽い地獄で済むはずだったが、自ら望んで地獄の中で最も過酷な冥獄界へと赴く。冥獄界へ続く道で若き日の幻海と再会。幽助が自分と同じ道を歩まないように幻海に幽助のことを頼み、世話ばかりかけたことを詫びて冥獄界へと旅立った。
ミュージックバトル1の暗黒音楽会ではツインギターを弾いているイラストが描かれている。
名前の由来は「蛇がとぐろを巻く」のとぐろから。
冨樫は戸愚呂のキャラクターを「彼は反省しません。全て決意をもって自分で決めたから。」と述べている。
左京（さきょう）
声：古田信幸
戸愚呂チームのオーナー兼大将。生身の人間であり、あくまで名目上の大将である。
長髪の二枚目の青年で、右目に傷がある。年齢は36歳以上。BBCのメンバーで、コエンマによれば、すでに劇中10年以上前（当時26歳前後）から、妖怪たちを利用して闇の世界で暗躍していた。過去に自分の命を4回、ギャンブルにかけたことがある。自分と他人の命に全く価値を置いていない、生来の破綻者。その一方でギャンブラーとしての誇りや戦いに関する美学は持っている。浦飯チームとの決勝戦で初めてチームメンバーとして参加。
戸愚呂兄弟と同じく、雪菜編で初登場。幽助&桑原と妖怪軍団の戦いを題材とした賭けでは、幽助と桑原の情報を垂金よりも早く得ていたことと垂金よりも先に戸愚呂兄弟を雇っていたことから、一人勝ちしていき、最後の賭けにおいては、他のBBCメンバーも味方にして、垂金の全財産を入手・破産させる。賭けが終わった後、戸愚呂兄弟と連絡を取り、今回の計画は、垂金を破産させること以上に、幽助と桑原を戸愚呂兄弟と戦わせるためだったことを明かした。なお、アニメ版ではこの時の会話を収めたビデオテープを戸愚呂兄弟が霊界に送り付けている。
暗黒武術会編では、戸愚呂チームのオーナーとして活動。優勝賞金を元に、人間界と魔界の間に境界トンネルを開くことが、真の目的であることを決勝前に運営委員に明かし、それに怒り、妖怪たちをけしかけてきた運営委員を妖怪もろとも戸愚呂弟に始末させた。決勝では、大将として参加。幽助と戸愚呂弟の副将戦を事実上の優勝決定戦にすべく、自身の命を戸愚呂弟の勝利に賭けた。戸愚呂弟が幽助に破れた後、約束を守る形で闘技場を爆破して自害する。
魔界の扉編においてはコエンマが仙水の霊界探偵時代の話をした際に10年前の左京が描かれ、アニメ版では人間の業を見てしまった仙水を見下ろすシーンが描かれた。原作にて1コマだけ描かれた10年前の左京は短髪であったが、アニメ版でのこのシーンに登場した際は、現在と全く変わらない姿をしている。
至極全うな家庭に生まれ育ち、4人の兄弟は全員公務員をやっている。人間でありながら戸愚呂弟が放つ猛烈な妖気による影響がなかったが、理由は不明。戸愚呂弟とはビジネス上の付き合いではあったが、互いに友情らしき感情は抱いていた模様。決勝戦では戸愚呂弟だけに自身の半生を独り言のように語って聞かせた（アニメ版では静流も立ち聞きしていた）。
一人称は「私」だが、戸愚呂弟に半生を語る時のみ「俺」と言っている。
アニメ版では、妖怪にからまれ追いかけられた静流を助けた縁で僅かに心を通じ合わせる描写があり、闘技場の自爆に巻き込まれる直前、静流にライターを形見として渡している。
左京が姓と名のどちらかという記述はないが、アニメ版の42話で一度「イジュウイン左京」と呼ばれている。ただし、静流に渡したライターのイニシャルは「S・N」となっている。
名前に関しては、冨樫は「『きょう』という音を入れたくて」と述べている。

### 浦飯チームと対戦していないチーム
Dr.イチガキチーム（#一つ目牛のチーム）、裏御伽チーム（#獄界六凶チーム）、五連邪チーム（#鬼道戦隊チーム）、戸愚呂チーム（#魔界狂戦士チーム、#五連邪チーム）に倒されたチーム。いずれのチームも、補欠やチームオーナーの存在は描写されていない。

#### 一つ目牛のチーム
チーム名の描写が無く、本項では一つ目牛のチームと暫定的に表記する。原作・アニメ版ともにDr.イチガキチームと1回戦で対戦、0-3で敗退した。一つ目牛以外のメンバーは、魁と円に敗れた2名、梁に殺害された1名、試合終了時には生き残ったが一つ目牛に殺害された1名の構成となっていた。
一つ目牛
声：宇垣秀成
チームの大将格。二足歩行で行動する巨大で一つ目をした牛の妖怪。名前の描写なし。
チームメンバーの不甲斐なさにいきり立ち、生き残っていたもう1人の仲間を蹴り殺した上、大会ルールを「関係ない」と無視してイチガキチームに襲い掛かるが、円のエンゼルチャクラムと梁のハウンドクローで両腕をもがれ、魁のスイングクラッシュで頭部を撥ね飛ばされて死亡した。
アニメ版ではオープニング（第1話から第66話）にて玄武、ガタスバル（原作版の姿）などに混じって登場している。

#### 魔界狂戦士チーム
戸愚呂チームと対戦。メンバーは全員好戦的な性格をしている。戸愚呂弟の提案で戸愚呂弟1人と5対1によるバトルロイヤルを展開。彼らの勇気に敬意を評して45%の力を引き出した戸愚呂弟の前に一撃で敗北・全滅する。アニメ版では各メンバーに名前が設定され、一部メンバーのデザインも大幅に変更。さらにオリジナルキャラクターとして羅愚毘が追加されるなど原作から大幅な脚色が施された。浦飯チーム側の観戦も原作では蔵馬のみだったが、アニメ版では幽助、桑原、覆面、ぼたん、コエンマ、ジョルジュも観戦。戸愚呂弟だけでなく、魔界狂戦士チームのメンバーたちが試合前に放った妖気の高さを評価するシーンも描かれており、決して雑魚の集まりではないことが強調されたが、戸愚呂弟に一撃で敗れたことは変わらず、左京からは試合終了後に「相手が弱すぎる」と酷評された。
黄玉（おうぎょく）
声：稲葉実
魔界狂戦士チームの大将格。かなりの巨漢で巨大な斧が武器。原作とアニメでは顔が大幅に異なる。
戸愚呂弟に仲間が次々と倒されていき、最後に残った自身も「今日はデカイ奴の厄日だねぇ」と皮肉を言われた後、腹部への一撃で体を真っ二つにされて死亡。
アニメ版では1人になりながらも幽助と桑原が戦慄するほどの妖気を放ち、巨大斧を戸愚呂弟の左肩に命中させることに成功するがダメージは与えられず、簡単に受け止められた後、原作同様に倒された。斧は普通の武器として高速で振りかざす以外は投げつけたりもした。身長も自在に伸縮できるらしく、幽助と対峙した時と戸愚呂弟と戦った時では大きさが違う。
弩洲濃（どすこい）
魔界狂戦士チームのメンバー。関取の姿をした妖怪で唯一武器を持っていない。
原作では一言も台詞がなかったが、アニメでは台詞が大幅に追加され、メンバー内で最も好戦的なキャラクター性になった。試合では大地に地割れが起きるほどの妖気が込められた四股踏みを行った。構えを取り、戸愚呂弟に「俺の張り手で息の根を止めてやる」と宣言。先陣を切って立ち向かったが、45%の力を引き出した戸愚呂弟の一撃で腹部を貫かれて死亡。アニメ版では戸愚呂弟からは「関取さん」と呼ばれ、彼の勇気に敬意を評して、45%になった。
豪里羅（ごりら）
魔界狂戦士チームのメンバーで、木槌が武器。原作とアニメでは顔が大きく異なる。
アニメ版では1人で戦おうとする戸愚呂弟に「一度大会に優勝したくらいで自惚れやがって」と嘲笑するも45%の戸愚呂弟に馬馬鬼と共に襲い掛かった際、2人同時に戸愚呂弟の一撃で腹部を貫かれて死亡。
馬馬鬼（ばばき）
魔界狂戦士チームのメンバーで、槍が武器。魚人のような顔をした妖怪。原作ではスキンヘッドで、アニメでは頭部にモヒカンのような髪型が追加された。
試合前、単独で戦おうとする戸愚呂弟に対し「1人とはどういうことだ」と抗議。試合においては原作では最初に襲いかかったが一撃で倒され、アニメ版では豪里羅と同時に戸愚呂弟に襲いかかるも彼の一撃で腹部を貫かれて死亡。
我我鬼（ががき）
魔界狂戦士チームのメンバー。モーニングスターのような鈍器が武器。
戸愚呂弟に対し、「1対5で俺たちと勝負するのか?」と発言。アニメ版の試合では弩洲濃が倒された直後に背後から戸愚呂弟に襲いかかったが腹部を貫かれて死亡。
羅愚毘（らぐび）
声：福田信昭
アニメオリジナルキャラクター。補欠かどうかは不明。
ラグビーボールを象った妖気の塊「魔球」が必殺技で、相手の霊気を感知して自動追尾する機能がある。
戸愚呂チームとの試合前に幽助を奇襲。先の酎戦で霊丸が使えなくなっている幽助を一方的に追い詰める。探しに来た黄玉によって阻止されながらも戸愚呂チームとの試合よりも幽助を倒すことを優先したことから、黄玉に見限られ背後から投げつけた斧を受けて死亡した。

#### 五連邪チーム
鬼道戦隊チームに3-1で勝利後（誰が1敗したかは描写無し）、準決勝に進出して戸愚呂チームと対戦。阿架連邪いわく、彼らはチームプレイが得意らしい。決して弱いチームではないがレベルの差は激しく、鴉、武威、戸愚呂兄の3人にあっさりと全滅させられた。アニメ版ではデザインが若干異なる。
阿架連邪（あかれんじゃ）
声：宮本充
五連邪チームの大将格。逆立った髪をした男の妖怪。原作では人間に近い顔つきだったが、アニメでは目が喪々連邪に近いデザインに変わり、左目周りには蛇の鱗のような模様がある。
魅土連邪と鬼連邪がやられた後、戸愚呂兄の「3人で来い。俺に勝てたら、決勝はくれてやる」という挑発に乗り、3対1での中堅戦を展開。亜尾連邪・喪々連邪と共に三重殺奏を繰り出すが、戸愚呂兄が全身から展開した無数の針で3人とも身体を貫かれ、喪々連邪は戦死。自身と亜尾連邪は即死を免れたが、戦えなくなるほどの重傷を負う。戸愚呂兄に「命乞いをすれば、どちらか一方を助けてやる」と告げられながらも、かつての鴉と武威と同じく「ここで俺を殺しておかないと、いつかお前を殺しにいく」と返答するが、戸愚呂兄が約束を破って亜尾連邪を処刑した光景に戦慄。鴉と武威の過去を聞かされた後、戸愚呂兄から「俺はよく約束を破る。やはりお前も死ね」という言葉と共に発せられた針指で眉間を貫かれて絶命。
アニメ版では奇冥王と対戦するシーンも描かれた。三重殺奏では赤い妖気球を片手で作り出す。
亜尾連邪（あおれんじゃ）
五連邪チームのメンバー。長髪で細い目をした男の妖怪。阿架連邪と同様、原作では人間に近い顔つきだがアニメ版では目のデザインが変わり、妖怪らしい顔つきに変更されている。
阿架連邪・喪々連邪と共に戸愚呂兄と3対1の試合を行うが、戸愚呂兄の攻撃で重傷を負う。戸愚呂兄の誘いに乗って命乞いをするが、戸愚呂兄に頭部を右手の針指全てに貫かれ絶命。その際、戸愚呂兄は「俺たちは見苦しいものが嫌いだ」と言い放った。
アニメ版での三重殺奏では阿架連邪同様に青い妖気球を作り出す。
喪々連邪（ももれんじゃ）
声：白鳥由里
五連邪チームのメンバーで、ポニーテールに猫のような目をした女の妖怪。
戸愚呂チームとの試合では戸愚呂弟がいないことをまたとないチャンスと捉えるが、魅土連邪と鬼連邪があっさり倒されたことで考えが甘かったことを思い知る。阿架連邪・亜尾連邪と共に戸愚呂兄に対し3対1の試合を行うが、戸愚呂兄が全身から放った針のうちの二本が額を貫通し即死。
アニメ版の鬼道戦隊チーム戦では魔天王と対戦。俊敏な動きと分身技で翻弄する様子が描写された。三重殺奏では指の爪を針状に伸ばして変化させる。
鬼連邪（きれんじゃ）
声：宇垣秀成
五連邪チームのメンバー。チーム1の巨体で一つ目の妖怪。
鬼道戦隊チーム戦ではフィニッシャーとなり、10カウント勝利が描かれた（対戦相手は不明）。
武威戦では武威のプレッシャーに圧され、斧と剣のリーチの違いを述べるなどして自信を鼓舞。決勝まで温存しておきたかった切り札の「岩鉄斬剣」という鬼連邪の体格を考慮しても巨大な剣で間合いを詰めながら果敢に攻めるが、武威の巨大斧で一瞬にして上半身を木っ端微塵にされる。
アニメでは武威が斧を素早く振り回す瞬間を目の当りにするも、結局対応できずに敗北。
魅土連邪（みどれんじゃ）
声：小山武宏
五連邪チームのメンバー。
戦闘シーンが描かれた際には鴉によって既に両腕を吹き飛ばされた状態となっており、戦意喪失から命乞いをして逃げ出すも鴉からは「見苦しい」と吐き捨てられ、全身を爆破されて戦死。
アニメ版では両腕を吹き飛ばされる前の戦闘シーンが描かれ、「自分たちも伊達に準決勝まで残っていない」と鴉に言い放った後、気を練ることにより作り出した緑色の酸の塊を投げつけ、避けられながらも、観客の妖怪数人がこの技を浴びて消滅した。接近してきた鴉に再度放つも避けられてしまい、右腕→左腕の順に腕を吹き飛ばされた後、原作と同じ最期を迎えた。

#### 獄界六凶チーム
裏御伽チーム相手にわずか2分で敗北（飛影からも「弱すぎる」と酷評された）。敗北後、「決勝に残るのはあんたたちだ」と言うが死々若丸に「優勝の間違いだろ」と訂正される。戦闘シーンはアニメ版でのみ描かれた。
狂砲（きょうほう）
猿のような姿の妖怪。
通常状態の黒桃太郎が放った百烈パンチに終始圧倒されて敗北。
アニメ版では「狸砲（りほう）」に名前が変更。
念蛇
蛇の頭をした妖怪。
魔金太郎の魔唆狩拳で真っ二つにされ、即死した。
極道山
原作では怨爺によって既に倒された姿が描かれたのみ。アニメでは怨爺の高速移動からの蹴り上げ一撃で倒され、敗北した瞬間が描写された。原作とアニメでは容姿が異なる。
その他のメンバー
3名おり、それぞれ吸血鬼ドラキュラ、山賊風の格好をした狼男、フランケンシュタインの怪物によく似た容姿の妖怪である。アニメ版ではこの3名のうちドラキュラに似た容姿のキャラクターは登場していない。

#### 鬼道戦隊チーム
五連邪チームと対戦し、1-3で敗北。アニメ版では、チームメンバーに喪々連邪が戦った魔天王、阿架連邪が戦った奇冥王という名前の妖怪がいる。

### 審判
小兎（こと）
声：折笠愛
暗黒武術会の初代審判兼実況の女妖怪。
狐のような尻尾と耳、ひげが特徴だが、自らを「猫耳妖怪」と名乗る他、作中でも「にゃ」と鳴く。最初は審判の役割も果たしていたが、準決勝からは樹里が審判を務めることになり、実況に専念するようになった。芯が強く、大会本部の命令であっても常に中立であり、予備のマイクをいくつか所有。死にそうな目にあっても逃げずプロ意識の高さを発揮して審判を勤め上げた。後に瑠架&樹里とともに芸能界デビューしている（グループ名はカルト）。凍矢に片想いしている。
アニメ版では相手に気を配るなど面倒見の良さも見せ、武威が初めて喋った際には彼の渋い声に頬を染めるなど、渋い男が好きな様子を見せる。だが、酎から「良い嫁さんになるぞ」と口説かれながらも彼が棗に心変わりしたことに激怒したり、重傷の身で立ち上がった桑原が吏将に苦戦した際には野次を飛ばしたり、自分の実況にケチをつけたジョルジュに対してむくれたりと中立な審判とは言い難い部分も見られた。自称「バーニングアクティブマイクパフォーマー」。魔界統一トーナメントでは再び実況アナウンサーとして登場している。
『THE BATTLE OF 幽☆遊☆白書 〜死闘!暗黒武術会〜』では、アーケード版のみ隠れキャラクターとして登場し、本気モードでは水着のようなコスチュームを着て戦う。勝利すると「才能があるのかしら」や「転職しようかにゃん」と調子に乗る。それ以外でも実況として活躍する。また、『100%マジバトル』でも2019年6月30日に開催したサマーフェスティバルガチャの限定キャラとして、水着姿で樹里や瑠架と共に参戦した。
樹里（じゅり）
声：遠藤勝代
暗黒武術会の2代目審判で準決勝以降を担当。
褐色の肌とウナギのような尻尾が特徴の女妖怪。原作の登場当初は上品な美人のような顔立ちをしていた。明るい性格だが、幻海と死々若丸の試合ではどさくさ紛れにリング上から避難して「やってられない」と職務放棄するなど、小兎と比べると臆病なところがある。ルールブックの内容を記憶しているわけではないらしく、幻海と死々若丸の試合において、観客からの「人間が違う」コールに対し、ルールブックを取り出して読み上げているが、蔵馬と鴉の試合を正確に裁いたことから、審判能力が低いわけではない。後に小兎と瑠架と共に芸能界デビュー。鈴木に片思いするようにもなった。
アニメ版では、林檎農園を営んでいる田舎の実家から上京してきたと言っており、窮地に陥ると東北訛りが出る。魔界統一トーナメント時には、魔界のバーでウェイトレスとして働いている様子が一瞬だけ映っている。原作同様に逆玉手箱の効果で幼児化するが、元の姿に戻る際には、魔法少女のような演出がされた。
『100%マジバトル』では2019年6月30日に開催したサマーフェスティバルガチャの限定キャラとして、水着姿で小兎や瑠架と共に参戦した。

### 看護師
瑠架（るか）
声：鈴鹿千春、武田華（100%マジバトル）
結界師。防呪壁能力は魔界屈指のもので、束呪縄を使う。
浦飯チームと魔性使いチームの試合において、大会本部の命を受け、飛影と覆面戦士を結界の中に閉じ込めるべく、「連戦する浦飯チームのためのメディカルチェック」と偽って、看護師（アニメでは当時呼称の看護婦）姿で登場し、2人を結界に閉じ込めることに成功し、表向きは体調不良からの欠場とした（2人は以前の試合で消耗していたが）。正体を明かした後は、紐ビキニ姿（束呪縄）になる。結界には治癒効果があるため、一応、飛影の右腕を治していくが、飛影の回復力が優れていたため、幽助と爆拳の試合終了直後辺りから、結界が破られるのも時間の問題であることを察する。そのため、幽助VS陣が裏工作で引き分けにされたことに我慢の限界を迎えた飛影が結界を破ろうとした際には、保身から大会本部に抗議する姿を見せ、桑原が吏将を破ったときには這々の体という有様だった。その後、吏将や鈴木が入院している部屋で活動している姿が確認され、絶対安静の身なのに外出しようとする鈴木を止めようとした。
魔界統一後、小兎、樹里と共に芸能界デビュー。陣に片想いするようにもなった。
アニメ版では飛影の抵抗で束呪縄が一本一本切れていくという際どい演出が加えられ、コエンマを含めた一部の男性観客が飛影の活躍を期待していた。また、アニメ版では試合終了後の登場はなし。
『100%マジバトル』では2019年6月30日に開催したサマーフェスティバルガチャの限定キャラとして、水着姿で小兎や樹里と共に参戦した。

### その他
三田村（みたむら）
声：丸山詠二
円・梁・魁の師匠であり、幻海とも面識がある高名な武術家。3人のほかにも身寄りのない少年を引き取って心身共に強く育て、尊敬を集めていた。イチガキの罠で重病となり暗黒武術会にて首くくり島の洞窟内に幽閉されていたが、蔵馬が作った解毒剤により回復し一命を取り留めた。蔵馬たちと共に闘技場を訪れた後、正気を取り戻した3人を温かく迎える。
船長
声：笹岡繁蔵
首くくり島行きの船の船長。「〜やす」「ごぜーます」といった独特な丁寧語を使う。実は左京の部下であり、船上内での予選会で浦飯チームの実力を測ろうとするが、他チームは浦飯チームの足元にも及ばないほどにレベルの差があったため、実力はおろかその半分すらも確かめることはできなかった。
ダフ屋
声：田口昻
ダフ屋の妖怪。コエンマとは顔見知り。螢子たち女性陣に関しては「人間界にも肝の据わった女がいるもんだ」と驚愕すると同時に感心していた。決勝戦では、浦飯チーム応援団の彼女たちに入場券を譲ったことが、静流の口から語られた。アニメ版では入場券を紛失し会場に入れない彼女たちに入場券を売りつけようとしたが、彼女らに半ば奪われる形で譲る展開に変更。その際には「姉さんたちには敵わねぇや……」とぼやいていた。
同じくアニメ版の魔界統一トーナメントでもワンシーンだけ登場しており、トーナメントの開会前に相変わらず入場チケットを売ろうとしていた。
運営委員
声：品川徹、小山武宏、小関一
3人の男性たちによる運営委員。決勝戦前夜、左京が大会に優勝した際の真の目的とその内容の異常性を知ると、用心棒の妖怪たちをけしかけて左京を粛清しようとするが、戸愚呂兄弟（アニメでは弟のみ）によって返り討ちに遭い、全員が死亡。また、左京は翌日の決勝戦で副将戦を優勝決定戦にする際、既にいない運営委員の名を使った架空の会議という演出を行った。アニメ版では、運営委員のうちの1人（赤いベストを着た、背の低い肥満体の男。24話では「ムロカワ」と呼ばれている）は雪菜救出編で賭け勝負に出席していたBBCメンバーでもある。
潰煉（かいれん）
50年前の暗黒武術会の優勝候補。かなりの巨体で、100%時の戸愚呂弟に酷似した外見をしている。戸愚呂弟をゲストに招待することを告げに来た際、彼の弟子全員と仲間を1人殺害・捕食し、戸愚呂弟をも完膚なきまでに叩きのめす。その強さは幻海を持ってして「誰にもどうしようもなかった」と言わしめたほど。武術会の決勝で戸愚呂弟と再戦するが、心に鬼が棲みついた戸愚呂弟に敗北・戦死した。
原作では一コマのみの登場だったが、アニメ版では戦闘シーンや最期のシーンも描かれ、襲撃時の戦闘では、戸愚呂兄のように胸部からいくつもの針を伸ばす攻撃も披露。

## 魔界の扉編 （仙水編）

### 蟲寄市の住人
城戸 亜沙斗（きど あさと）
声：子安武人
蟲寄市の中学3年生。幽助、桑原と同い年。
「影（シャドー）」の能力者。他者の影を踏むことでその動きを封じることができる。有無を言わさず捕獲できる効力に加え、影を踏んでいる間も城戸自身は自由に動いて攻撃できるため、非常に強力。
怖そうな外見の割に気が弱いところがある。故郷の蟲寄市を嫌っていたが、魔界の扉事件を通じて、故郷の大切さに気づき、蟲寄市を守るために戦う決意をした。
幻海からの指示で海藤、柳沢と共に幽助たちを試した後は彼らに協力して仙水一味との戦いを始める。病院に潜伏していた神谷の正体を知ったために彼に傷を負わされ、会話も封じられてしまうが、「影」を使って自身の影を動かして幽助に神谷のことを伝えた。だが、能力を使いすぎたことで衰弱し、仙水一味壊滅まで入院することになる。事件後、海藤、柳沢と共に幽助たちに別れを告げて、元の生活に戻っていった。
アニメ版では城戸、海藤、柳沢の3人は事件解決後、幻海から「能力はなるべく使うな」と釘を刺され、その忠告を守り、能力を使うことなく生活し、学校も無事に卒業したことが語られた。
魔界統一後の生活では、デートをすっぽかされても一人納得して彼女に確認をしなかった。
劇中では語られていないが、昔、影踏み鬼をする度に鬼にされていたことが、能力に繋がっている。
海藤 優（かいとう ゆう）
声：二又一成
蟲寄市在住の高校2年生。
「禁句（タブー）」の能力者。「○○を言ってはいけない」と指定しなければ領域が発動しない。領域内では暴力行為が見えない壁で阻まれ、指定された言葉を発した者の魂が奪われる。禁句には意味も意図も存在せず、その文字の組み合わせを発するだけでも適用される。この禁句ルールは自分自身にも等しく適用され、自分で言ってしまった場合は自分の魂が抜かれて体の外に出た状態で領域が解除される。抜かれた魂を自分で元に戻すことはできない。禁句は予め指定しておくこともできるが、時間経過で変化していくようにもできる（そういう禁句のルールを明示する必要がある）。領域の最大半径は10m（出入り自由）。
桑原、飛影、ぼたんの魂を抜いた後、蔵馬と“時間経過と共に「禁句」を一字ずつ増やす”ルールで対決。時間切れ直前で蔵馬が面白い顔をしたため笑い声の形で「禁句」を言い、魂が抜け敗北。幽助たちと行動を共にするようになってからはサポートに回る。天沼戦では、ゲー魔王役の天沼とクイズで対決。約2万問全てを記憶していることから、最初は優位に立つが、天沼がクイズの出題の法則を見抜いたために窮地に陥り、勘を頼りに対抗するが、ミスが続いたために敗北した。
盟王高校2-Cで蔵馬とは同級生。蔵馬によると「盟王高校始まって以来の秀才」で成績は学年の1、2を蔵馬と争うほどである。趣味は読書・俳句・翻訳。言語研究の著述もしており、哲学論文や文芸批評の本も出している。ゲーマーでもあり、特にクイズとパズルが得意。事件前は蔵馬に総合テストでは一度も勝てずにいたことから（ただし、文系は海藤のほうが得意）強烈なライバル心（アニメでは総合テストの結果を見て蔵馬に対抗心を燃やす）を抱いていた。「禁句」対決で蔵馬に敗北してからは打ち解けて良き友人となり、正体を知った後も以前と変わらず「南野」と呼んでいる。魔界編では、校内総合テストにおいて、念願かなって蔵馬に勝利して学年トップを獲得するが、喜ぶどころか蔵馬が再び面倒事に巻き込まれていることを察して声をかけ、幽助たちと戦うことになるかもしれないのに蔵馬に悲壮感があまり見られないことを指摘した。
幻海との出会いは、試しに自身で禁句を言ったことで魂が肉体から離れてしまい、城戸と柳沢が彼女の許に相談に来たことによるもの。なお、城戸と柳沢とは能力を得た後に出会ったのか、それ以前からの知り合いだったのかは劇中では語られなかった。
アニメ版では幽助を「浦飯君」と呼んでいることが多いが、稀に城戸や柳沢と同様に「浦飯さん」とも呼ぶ。
魔界統一後は類稀な文章力・構成力を活かし、作家として活躍。海藤の執筆部屋に気軽に出入りする間柄の女性の文芸仲間がいることが描かれた（その女性も海藤の文章表現の誤りを指摘したり、ゲームで勝利したりと相当のやり手であることを窺わせている）。
柳沢 光成（やなぎさわ みつなり）
声：真殿光昭
蟲寄市の高校2年生。
「模写（コピー）」の能力者。触れた相手と全く同じになる（記憶や気紋もコピーする）。しかし、強い衝撃（アニメでは霊力を帯びた衝撃）を受けると元に戻る。
愛称はヤナ（アニメ版では愛称で呼ばれることは少ない）。ゲームにはあまり興味がなく、ゲーム内のクイズ問題を全て記憶している海藤を「ある意味アホだ」と評したこともあった。
幽助たちへの試練では城戸と海藤を補佐し、最終試練では桑原をコピーした。試練を終えた後、幽助たちと共に仙水一味との戦いを開始。神谷戦ではウイルスに感染しながらも看護婦をコピーして神谷に近づき、隠し持っていた液体を神谷の顔に浴びせて負傷させた。天沼戦ではパズルが得意な海藤をコピーして勝利するが、アニメ版では幽助によるアクションゲームに変更されたため、数あわせだけに終わった。
魔界統一後の生活では同級生の高松さんに片思いをしているが、結局想いを告げることはなかったようで、幼馴染みと思わしき少女（ボーイッシュな雰囲気のなかなかの美少女）と10年後に結婚したことが語られた。
劇中では語られていないが特技はものまねで、小さなころから家族や教師の形態模写を毒舌たっぷりにやっては怒られていたらしい。代表的持ちネタは「もしジャニーズ事務所が吉本興業だったら」。変身願望が強いところがあり、これと特技が「模写（コピー）」という能力に目覚めるきっかけとなった。
室田 繁（むろた しげる）
声：福田信昭
ボクサー志望。小男で小悪党風の喋り方が特徴。
「盗聴（タッピング）」の能力者。領域半径20m、他者の心を読むことができる。
仙水一味を探していた幽助一行と雀荘で遭遇し、仙水一味であるか否かを確かめると同時に無関係でも一味探しに協力させるべく勝負を挑まれる。盗聴で城戸の作戦を読んで返り討ちにするも、幽助の動きには対応できずに敗北し、柳沢の能力で一味とは無関係であることが証明された。約束どおり一味探しに協力することになり、首謀者の仙水を見つけ出すことに成功するが、刃霧の放った消しゴムのきれはしで額を負傷。病院に運ばれて手当てを受けるも、その病院にいた神谷の能力によってウイルスに感染され、幽助一行は神谷と戦うことになった。その時、ウイルスに感染しながらも、神谷が解毒剤と偽ったブドウ糖を使った騙し討ちを盗聴で見破り、神谷の企みを阻止する活躍を見せた。
神谷戦後は幽助一行から離脱したが巻原によって捕食されたことが巻原本人（人格は戸愚呂兄）の口から語られた。
アニメ版では長身で喋り方は比較的普通。幽助たちとの遭遇場所も喫茶店に変更。原作では説明のみだった巻原からの捕食も明確に描かれ、怯えきった状態で人気のない路地裏に追い詰められ、抵抗もできないまま丸呑みされた。
劇中では語られていないが、学生時代に信頼していた親友が自分の陰口を言っていた事実を知ったことがきっかけで猜疑心を抱き、そこから盗聴癖を持つようになり、「盗聴」の能力に目覚める要因となった。
高井（たかい）
蟲寄市の大凶病院の看護師。
神谷が非番の日であることを指摘したため、口封じとして彼の能力によって切られる。死亡したと思われたが、神谷が警察で取調べを受けていたシーンにて、神谷は殺人未遂であることが判明したため、明確な描写はないものの他の医師らとともに一命は取り留めた。
アニメ版の取調べシーンでは神谷の罪状は明かされず、後に神谷が脱獄した際に放送されたニュースとその後の指名手配書において、殺人罪に問われていたため、生死不明となっている。

### 仙水一味
仙水 忍（せんすい しのぶ）
声：納谷六朗（学生時代：石田彰）、山野井仁（100%マジバトル）
初登場時26歳。A型。6月6日生まれ。身長は180cm後半、体重は80kg後半だと推測されている。髪型はオールバックで、額の真ん中に黒子を持つ。アニメ版では前髪を一本垂らし、それを強調したデザインとなっている。
元霊界探偵（2代目）で幽助の先輩にあたる。幼少のころから霊力の高さゆえに妖怪に命を狙われ続けたことから「妖怪は悪で、自分は選ばれた正義の戦士」と思うようになったが、10年前BBCによる界峡トンネルを阻止しに行った際に人間が妖怪を虐殺する光景を目撃し、その場にいた人間全てを殺害。それでも気は晴れず、人間不信へと陥って失踪。暗黒武術会終了後、戸愚呂兄の念波をキャッチして彼を拾い、左京の計画や幽助一行の情報を得ると人間を守る側から滅ぼす側に180度立場を転向して表舞台に再び姿を現す。
10年前の事件以降、苦悩の日々の末に多重人格が生じる。主人格で少年のような純粋さを持つ忍、おしゃべりな理屈屋でプライドが高いミノル、赤子さえ平気で殺害する殺人狂のカズヤ、武器商人（コレクションしている銃器やカズヤのみが扱える気硬銃などの手入れも担当。また、刃霧が使用していた拳銃を渡した）のジョージ、内気で純情で傷つきやすい泣き虫の女性ナル、炊事洗濯掃除などの雑用担当のマコト、飼育している動物の世話をする（戸愚呂兄が入っていた水槽の手入れも担当）ヒトシ。7つの人格からなり、7つの人格全ての意見が一致し、魔界の穴を開けて人類を死滅させるべく暗躍を開始する。室田が盗聴した際「俺たち7人で穴を掘る」と呟いており、幽助たちは「7人」が仙水一味のことを示していると考えたが実際は仙水の七人格のことを示しており、同志たちは駒にすぎなかった。能力者ではないが一味内では「暗黒天使（ダークエンジェル）」のコードネームを使用。入魔洞窟と高層マンションをアジトにしている。
肉弾系格闘技では史上最強といわれる足技主体の格闘技「裂蹴拳」に霊気を使う要素をミックスさせた「霊光裂蹴拳」を用いることで一対多の戦闘に長ける。幽助と比較した場合、本人（ミノル）曰く「パワーは君が10とすると俺は6と7の間ぐらい」だが「霊気量は君が10とするなら俺は100」のことであり、幻海ですら持ち得なかった人間にとって究極の闘気にして忍のみが使用できる「聖光気」を発動した際にはS級妖怪級の力を発揮し、その聖光気を物質化した気鋼闘衣も纏う。
幽助との戦いでは最初はミノルが相手をし、霊光裂蹴拳と長年の戦闘経験で幽助を翻弄するが濡れたシャツを腕に巻きつけて動きを封じるという幽助の機転からの連続パンチでプライドを傷つけられて敗北。ミノルの代わりに出てきたカズヤは気硬銃で幽助を負傷させるが、気硬銃以外の戦闘能力が高くないことが災いして幽助のパンチで敗れる。次に現れた主人格の忍は聖光気で幽助を圧倒し、心臓を攻撃してトドメを刺した。その後魔界で桑原、蔵馬、飛影を圧倒。魔族として復活した幽助とは互角の戦いを繰り広げ、幽助が力をコントロールできていない点を持っていても仙水の方が僅かに勝っていたが、雷禅に意識を乗っ取られて変身した幽助に圧倒され、霊丸を受けて致命傷を負って戦死する。アニメ版では魔界での幽助との戦いの最中に彼の中の人格たちのうち、忍とミノルとカズヤと4人目の会話が描かれ、その4人目は「もう、やめよう」や「本当は人間界を愛しているはず」と訴えていた。
死の間際、悪性の腫瘍に身体を蝕まれて半月の命であることや一度来てみたかった魔界で死ぬために魔界の穴を開けたことが第一目的だったことを明かし、魔界の穴も魔界の先住者への手土産程度のものだった。幽助との最後の戦いで初めて楽しんで戦うことができたことに満足し（アニメ版ではコエンマと蔵馬がそのことに気づいていた）、そのことで幽助に礼を言い次は魔界で生まれ変わることを願いながら生涯を終える。そして「死んでも、霊界には行きたくない」という遺言が樹の口から伝えられ、その魂と亡骸は樹と共に亜空間の彼方に消えていった。アニメ版では転生の願いは描かれず「自分より強い妖怪に殺されること」が願いだった。
樹（いつき）
声：辻谷耕史、近藤隆（共闘ことばRPG コトダマン）
妖怪。「影ノ手」を用いて次元を自由に行き来し、次元に関わる下位の妖怪を使役できる「闇撫（やみなで）」の一族で魔界でも希少種族であるらしい。
霊界探偵時代の仙水に一度殺されかけるも仙水も観ているテレビ番組を口にするという人間くささに仙水が殺気をそがれたために殺されることなく、それ以降仙水のパートナーとなる。変貌を遂げゆく仙水の様相を静観し続け、魔界の穴の一件でも終始彼の忠実な補佐を務める。
階級はB級の下位ぐらいだが能力の性質上防御力が高い。複数の影ノ手を操り、対象をペットである裏男の体内へと送り込む。仙水同様に能力者ではないが一味内では「門番（ゲートキーパー）」のコードネームを使用。樹だけは自分たちが仙水の計画の駒でしかないことに最初から気付いていた。
仙水と幽助の一騎討ちに邪魔が入らないようにするため他のメンバーを裏男の体内に閉じ込めていたものの、桑原の次元刀で裏男が斬られた際自身も右目から下を斬られて脱出を許す。その後、魔界において仙水に勝利した直後の幽助一行の前に現れ、仙水の病を明かした。仙水が亡くなった後、彼の遺言を実行し、魂が入ったままの遺体と共に亜空間へ消え去る。その後どうなったのかは不明とされている。
作者が気に入っているキャラクターの一人で、理由は「精神面でゆがんでいるから」。最後に幽助たちに言い残したセリフは連載に疲れていた作者自身の心境を反映したもの。
劇中では語られていないが仙水と出会う以前にも人間との付き合いはあったとのこと。
神谷 実（かみや みのる）
声：荒川太郎
初登場時29歳。AB型。8月20日生まれ。大凶病院に勤務する医師。
「医者（ドクター）」の能力者。領域の半径は100m。念で作った致死性のウイルスで領域内の人間を病気にする。脳内の興奮物質を操作して肉体の機能を高める・痛みを感じず脳内麻薬に気分が良くなる。素手で人間を切り裂く。殺傷だでけなく治療としての使用も可能で、体からもげた腕を自ら縫合するなどの能力を持つ。幽助からは肉体的に人間ではないと評された。しかし、自らの能力をもってしても仙水の悪性腫瘍は手の施しようがなかった。
大凶病院内で幽助一行を襲撃。正体を隠していた間は柳沢と室田をウイルス虫に感染させ、城戸を麻痺させた上にすぐにトドメは刺さず、左腕に傷を付けて出血多量による死を目論む。城戸の力で自身の名を幽助に知られると、病院内の人間全てを抹殺すべくその場に居合わせた同僚たちを切り裂き、ウイルスを広めていく。幽助との戦いの最中、看護婦に変装（模写）した柳沢に液体を浴びせられて怯み、最後の手段として解毒剤と偽ったブドウ糖を使った騙まし討ちで幽助を殺そうと試みるが直後にそれを室田に見破られ、激怒した幽助の連続パンチを受けて敗れる。この時死亡するが、幻海が霊気を用いた電気ショックを行ったことで蘇生した。その後、警察に捕まるが脱獄。自身の能力で顔を変えて逃走生活を送っていたが、心霊道場を開く。なお、医者時代は眼鏡をかけていたが、顔を変えてからは眼鏡を着用しなくなる。
一味時代は「時間に殺されるのも病気に殺されるのも嫌だが妖怪になら殺されてもいい」という考えを抱いており、逮捕後の取り調べでも自身を含めた人類滅亡を語っていた。
神谷戦の後、幽助班と桑原班が合流したのは原作・アニメ共に同じだが、原作では病院から離れた後に合流したのに対し、アニメ版では桑原班も大凶病院を訪れている。また、アニメ版ではプーを追ってきた螢子と静流も病院を訪れ、螢子もウイルスに感染した。
劇中では語られていないが能力に目覚める以前から優秀な医者ながらも性格的に破綻したところがあり、劇中での言動以外にも人を切り刻む夢をいつも見ていたらしく、学生時代には傷害の前科がある。また、同じく医者である父親によりこの事件は揉み消され、そのことがコンプレックスとなって父親に殺意を抱いていることも判明した。
刃霧 要（はぎり かなめ）
声：関口英司、白井悠介（100%マジバトル）
初登場時17歳。O型。12月3日生まれ。母、兄、妹と4人家族。父は警察官だったが既に殉職。
「狙撃手（スナイパー）」の能力者。領域半径200m、あらゆる物に自らの気を込め弾丸として利用する。自らの気で作った的を敵の肉体につけ、弾丸を自動追尾させる「死紋十字斑」という能力を持つ。弾丸の種類は気を通せるものなら何でもよく、木の葉や石、包丁、拳銃に込められた本物の弾丸やタンクローリーまで様々だがあまり大きな物体に気を通すとその分だけ気を消費するために身体に負荷がかかり、術者である彼自身が意識を失うらしい。
虚無主義者（ニヒリスト）で外での活動では仙水と行動を共にすることが多い。桑原捕獲の際にも行動を共にし、その際の移動にはバイクを利用した。幽助を追い詰めるも飛影に背後から剣で刺されて意識を失う。その後神谷に救出されたが、神谷によると飛影が刺した傷は「重要な臓器を避けて」いて「切るというより隙間に通した印象」とのこと。事件後は元の生活に戻るが、高校卒業と同時に家出をして5年ほど親へ仕送りをしていた。エピローグにて物体の残留思念を読み取る女性と一緒にいる描写があったが、原作では関係は不明のままであり、アニメ版では妹とされた。
劇中では語られていないが将来の夢は「弁護士か犯罪者」だった。
御手洗清志（みたらい きよし）
声：松本梨香
初登場時14歳。A型。2月10日生まれ。両親と姉との4人家族。
「水兵（シーマン）」の能力者。自身の血を数滴垂らして生み出した液体生物の中が領域。液体生物は殴られても液体ゆえにすぐに元通りになる。また、混ぜた血液の量で強さに差が出るらしい。異空間である領域の中から出ることは不可能で、閉じ込められたが最後、御手洗本人を倒さない限り溺死するしかない。
「黒の章」を観たことで人間不信に陥り、自身を含めた全人類の死を望んでいたが、実際は誰かに救いを求めていた。桑原相手に大小2体の液体生物を用いて沢村、桐島、大久保を人質にとり、最後は桑原をも取り込む善戦をするも桑原たちを閉じ込めていた液体生物と共に次元刀で斬られて敗北。情報を聞きだすためと御手洗が本当は誰かに救いを求めていることを察した桑原に助けられた後、仙水が自分を利用していただけに過ぎなかったことや治療してくれた幽助たちの姿を見て改心し、以後幽助たちの味方に付く。幽助たちに協力するようになってからは入魔洞窟を案内し、天沼とのゲーム対決では過去を乗り越え、特防隊が幽助を抹消しようとした際には彼らへの怒りを見せた。事件から1年後は志望校である海雲学園に進学し、ボランティアへの道を歩む。アニメ版では事件後、高校進学後のことについては語られず、天沼と共に元の生活に戻ったことを手紙を通じて桑原に伝えたことが桑原の口から語られた。
原作では、御手洗が仙水の計画に加担した詳細は描かれていなかったが、アニメ版では学校でいじめに遭っていた矢先に仙水に誘われたという様子が描かれている。また、仙水が「御手洗は弱いから孤立するが、天沼は強いから孤立する」と発言していたことが天沼の口から語られたことから、原作でもいじめられていたことが示唆されている。なお、アニメ版での回想時と事件後の制服は異なる。
劇中では語られていないが、泳ぎが得意ながらも溺れたことから、心の底では水に恐怖心を抱いており、5年間通っていたスイミングスクールも最近辞めたことが後に明かされている。しかし、スイミングスクールを辞めた本当の理由は、女性の水着を性的に見てしまう自分が嫌になったからであった。
担当声優の松本は、後に自身のX（旧Twitter）に「演じてて、本気で泣いた」と綴っている。
天沼 月人（あまぬま つきひと）
声：亀井芳子、松本梨香（第93話のみ）
初登場時11歳。B型。11月7日生まれ。両親との3人暮らし。両親は共働きで夜遅くまで帰ってこないとのこと。
「遊熟者（ゲームマスター）」の能力者。領域はTVゲームを現実化した世界で、ゲームのルールから外れた暴力行為はできない。術者である天沼もゲームの登場人物として領域に入った場合、彼も例外ではなくゲームのルールに従わなければならない。天沼自身認識していなかったが、キャラクターの死さえも忠実に再現してしまうため、死を扱うゲームでの能力の使用は避けるよう仙水から事前に忠告されていた。ゲームはクイズ系は苦手と自称するが、それでもクイズの出題パターンを見抜くなど天性のゲームセンスを持つ。
頭の良さから親や友人を内心では見下していた矢先、ゲームで自分と互角以上の勝負をした仙水と仲良くなり、彼の誘いを受ける。能力者に目覚めた後は人間界が破滅することになっても「ゲームで俺に勝てる奴はいないから平気」という考えを抱き、仙水の仲間となった。なお、原作においては仙水が集めた能力者の中では唯一彼にスカウトされた際の詳しい経緯が描かれている人物である。
戦闘においては巻原（戸愚呂兄）と共に桑原捕獲に出撃した際には車の運転を担当。入魔洞窟に入ってきた幽助一行とはゲームバトラーを現実化させてのゲームバトルを展開。スポーツ テニスで御手洗、シューティング バトルヘリで幻海、パズル バトルブロックで柳沢（アニメ版では、アクションバトルで幽助）にゲー魔人を倒された後、ゲー魔王役の自身が出陣。海藤相手にクイズ 一般で勝利した後、蔵馬とパズル スリーセブンを展開。蔵馬から仙水に利用されているに過ぎないことを気づかされて後悔するも能力を解くことができずにゲームのルールにより死亡した。しかし後にコエンマの遊魂回帰の術により復活。事件後はゲームを通じて友人が増え、普通の学生生活を送っている。小学校卒業後は私立中学に進学した。
劇中では語られていないがゲームセンター以外ではコンビニや家の近くの野球場によく行っており、仙水一味に加わる前から「世界が滅びてもゲームとコンビニさえあれば平気」と考えていた。
巻原 定男（まきはら さだお）
声：石田敦
「美食家（グルメ）」の能力者。領域は体内。"食った"相手の能力を全て自身のものにできる。
かなりの巨漢でアニメ版では桑原にデブと称されるが、その後の戸愚呂兄の回想シーンでは筋肉質な体格として描かれている。
仙水の策で能力を使って戸愚呂兄を捕食して体内に取り込むが、不死身である彼を消化することはできずに逆に肉体と精神、そして能力さえも乗っ取られる。
天沼と共に桑原捕獲に出撃した時点で巻原の意識は失われ戸愚呂兄の人格となっており、武態の能力で桑原を捕獲。入魔洞窟に現れた幽助一行に対し、仙水の「巻原に勝てたら桑原は解放する」という案を受けて幽助一行の前に立ちはだかる。天沼を死に追いやった直後で怒りが収まらない蔵馬を挑発し、蔵馬の心の声が途絶えた際に薔薇棘刃鞭で巻原の頭部下の歯から上の部分を切断される。これにより巻原は意識がない状態で死亡し、頭部下から戸愚呂兄が正体を現し巻原の胴体はそのまま彼の身体として完全に乗っ取られた。結局巻原の身体は戸愚呂兄と共に邪念樹に寄生されたままの無間地獄をさ迷い続けることになった。
アニメ版では戸愚呂兄の回想シーンで自分が戸愚呂兄に支配されていくことに恐怖し、自傷行為をしている。原作でも自傷行為こそなかったものの、恐怖により錯乱している様子が描かれている。
劇中では語られていないが食べることが趣味で「楽して強くなりたい、様々な能力を得たい」などと思っていた節があり、それが趣味と相俟ってグルメの能力に繋がった。学生時代のあだ名はウシ。

### ゲームバトラーの敵キャラクター
天沼が「遊熟者」を用いて召喚した「ゲームバトラー」の敵キャラクターたち。
レンドラ
スポーツ魔人とバトルテニスで戦ったとき御手洗が使ったキャラクター。アニメでは御手洗を模した少年に差し替えられた。
スポーツ魔人
ゲー魔王の部下。御手洗とテニスで対戦。
バッカー
スポーツ魔人が使ったキャラクター。アニメでは魔人本人に差し替えられた。
シューティング魔人
ゲー魔王の部下。幻海とバトルヘリで対戦。原作とアニメでは容姿が大きく異なる。
パズル魔人
ゲー魔王の部下でタコのような姿の魔人。柳沢と対戦したが、アニメでは幽助とアクション魔人の対戦に差し替えられたため未登場。
アクション魔人
ゲー魔王の部下。原作のパズル魔人の代わりに登場し、幽助とアクションで対戦。

### その他
三井 安彦（みつい やすひこ）
盟王高校の生徒。名前だけの登場。暗黒武術大会後に行われた盟王高校の試験で490点で3位に入る。なお、1位は南野秀一497点。2位は海藤優494点。
メガリカ
桑原一行が見に行った海外のバンド。アニメ版の桑原からは「ヘビメタの神」と評されている。
戸川 純（とがわ じゅん）
実在の人物と同名。樹が仙水に殺されそうになった日の翌日の「ヒットスタジオ」のゲストで樹は彼女のファンらしく、それ見たさに殺すのを明日にしてくれと仙水に頼んだことで殺されずにすんだ。
実際の戸川純は1984年2月6日放送の『夜のヒットスタジオ』に出演した。アニメ版では語られず、樹の希望も「好きなドラマの最終回を観たい」に変更された。
少女
声：かないみか
本名不明。幽助と仙水の闘いが終わった後、刃霧要と共にいた少女。アニメ版では刃霧要の妹。物体の残留思念を読み取り、他人にも伝えることができるサイコメトリーに近い能力を持つ。

## 魔界編

### 真田黒呼（初代霊界探偵）関係者
佐藤 黒呼（さとう くろこ）
声：弥永和子
初代霊界探偵。陰陽師の血を引く黒髪で長身の女性。結婚を期に引退し、主婦となる。旧姓は真田。山中に住んでいる。おおらかな大人の女性だが、気に入った客が来ると子供たちに酒（アニメ版ではウイスキーボンボン）を飲ませるという一面もある。霊界探偵時代（当時14歳）は、ものすごく太っており、探偵を始めてからは、身長だけが40cm伸びて、体重が変わらなかった。幻海とは霊界探偵時代からの知り合いであり、霊界探偵の引継ぎにおいて、当時の仙水とも会ったことがある。
霊界から幽助の抹消を依頼された直後に幽助と出会う。幽助の人柄を見て、幽助が危険な存在ではないと感じ取るが、幽助が北神たちとの会話で魔族寄りになっていることに気付き、自身の子供たちとまで戦うことになることを危惧し、申し訳なさを感じながらも、幽助に魔界へ行くことを薦めた。
佐藤 晶吾（さとう しょうご）
声：城山堅
黒呼の夫で作家。妻子と共に山奥で生活している。占いが趣味でよく当たる。佐藤家では唯一、霊能力を持たない普通の人間。子供たちからは嫌われてはいないものの「佐藤の姓がありきたりでカッコよくない」という理由で、母方の姓を名乗られていることに嘆いている姿も見せている。
魔界の勢力争いの話を聞いた時、小説のネタにしようかとも考えたが、「現実離れし過ぎている」理由でボツにした。幽助が帰宅する際に占いの結果「血を伴った戦友との別れ」を告げた。
佐藤 快晴 / 真田 快晴（さなだ かいせい）
声：高乃麗
晶吾と黒呼の息子。9歳。テレビ好き。将来の夢は霊界探偵だが、風吹からは「女に弱いから無理」と酷評されている。低級妖怪を倒せる程度の戦闘能力と霊能力を持ち、風吹との合体技の「双龍砲」も使用。
佐藤 風吹 / 真田 風吹（さなだ ふぶき）
声：大谷育江
晶吾と黒呼の娘。8歳。萩原聖人が好き。兄・快晴と同じ強さを持ち、抜群のコンビネーションを発揮。

### 雷禅とその部下
雷禅（らいぜん）
声：菅生隆之
魔界三大妖怪の一人。
「闘神」の異名を持つ魔界でも最強クラスの妖怪。食人鬼の一種。幽助の先祖で（妖怪の遺伝子上）、彼の父親と呼ぶべき存在。ある人間の女性（食脱医師）の生き様と目に惚れ、その女性と一晩だけ愛し合った。お互いに再会の約束をしなかったが、別れ際に彼自身は、再会するまで人間を食さないと心に誓う。その結果、700年近くもの間食事をとらず、栄養失調に陥ったことで力が著しく衰え、やがて幽助の眼前で「あー、腹減ったな」と言い残し飢死する。魔界の行く末を見抜いていたらしく、食人鬼のような存在は過渡期における突然変異のような存在だと考え、将来の魔界に必要なくなるという考えも持っていた。
三大妖怪の中では最も年長で、人を食べていた全盛期は、ライバル関係の黄泉や軀、喧嘩仲間であり後に魔界統一トーナメント覇者となる煙鬼ですら、問題にならないほどの圧倒的戦闘力を誇っていたらしい。また、黄泉や軀とは「最初は感情だけで争っていたが、今は違う。それぞれなりに考え、意見が対立しているんだ」と幽助に述べた。
アニメでは、平安時代に人間により手負いになり、食脱医師のもとに逃げ込むという描写が存在した。
黄泉の諜報員が測定した戦力データ：TP（妖力値）1,322,000、HP（体力）460,000、OP（攻撃力）424,000、DP（守備力）352,000、SP（特殊能力）86,000（上述のようにこの数値が最高時の力ではない）。
髪の色は原作の完全版のイラストでは金色だが、アニメでは白髪。また、アニメでは過去に人間界に訪れた際に上着を着用、アニメ上の演出により上着の色が不明であったが『100%マジバトル』で正式に上着の色が決定した。
冨樫はキャラクターについては「音から先に。恋愛をメインで描きたかったので、どんな能力とか考えませんでした」と語る。
北神（ほくしん）
声：堀内賢雄
雷禅に仕えるS級妖怪。魔界一柔軟な体を持ち、腕を伸ばすだけで20km離れたところにあるものでも取ることができる。自分の体質を最大限に活かした戦術性も持っており、幽助と出会った当初は身体に仕込んだ装具によりD級以下に妖力を抑えていたにもかかわらず、軟体術で攻撃をかわし自由を奪った。軟体術に頼りすぎる傾向もあるようで、最終的には幽助に敵わなくなった。人間を食糧としており、幽助と会った時点では活動のために止むを得ず人間を食っていたが、雷禅の死後は同様に食事を絶っている。生真面目な性格であり紳士的。そのため、幽助の破天荒な性格と行動に振り回されることになる。魔界統一トーナメントでは予選を勝ち残り本選に出場。組織戦を策したが、予選で東王ら3人と同じブロックになってしまい幽助にからかわれた。どこまで勝ち進んだのかは描かれなかった。
黄泉の諜報員が測定した戦力データ：TP（妖力値）36,000、HP（体力）13,000、OP（攻撃力）5,900、DP（守備力）12,500、SP（特殊能力）4,600。
アニメ版では、1回戦は軟体術を駆使した立ち回りで死々若丸に勝利した。2回戦の戦闘シーンは描かれなかった。
東王（とうおう）
声：宇垣秀成
雷禅に仕えるA級妖怪。幽助を訪ねて佐藤家に来た際に頻繁に失礼な態度を取っては北神から注意されていたことから、やや尊大で思慮の浅い性格であることが窺える。後に魔界統一トーナメントにて、黄泉と修羅が同じ対戦ブロックになったのを知った際「これでかなり有利になりましたね」と発言した直後、幽助から胸ぐらを掴まれるほどの怒りを買った。アニメ版ではさらに飛影と軀の対戦に「軀軍、同士討ちですね」と発言して幽助にチョップを喰らっている。
西山（せいざん）
声：伊藤栄次
雷禅に仕えるA級妖怪。
アニメ版では「西帝（せいてい）」に名前が変更。
南海（なんかい）
声：松本保典
雷禅に仕えるA級妖怪。佐藤家には唯一訪れなかった。

### 軀とその部下
軀（むくろ）
声：高山みなみ
魔界三大妖怪の一人。黄泉や蔵馬より遥かに年上の女性。一人称は「オレ」。
作者のお気に入りのキャラクターの一人で、作者は彼女の昔時代をもっと詳しく描きたかったと述べる。モデルは『風の谷のナウシカ』に登場するクシャナ。
時雨（しぐれ）
声：谷口節、斉藤次郎（100%マジバトル）
軀直属の戦士。軀によれば77人いる直属の戦士の中で最も弱いが、その実力は極めて高い。外科的手術によって、妖怪に新たな能力を与える魔界整体師。本人曰く、患者の人生に惹かれたかどうかで手術をするかを判断しており、料金は「患者の人生の一部」。飛影に邪眼の手術を行った際には「家族と出会っても身内と名乗らないこと」を報酬としていた。手術後、「生まれ変わり」として赤子同然にまで妖力が落ちた飛影に護身術として剣術も教えた。また、時雨が軀に仕えるようになったのは飛影に手術を行った後とのこと。魔牛の骨を加工して作られた巨大な円形の刀（燐火円礫刀）を使う。再会した飛影と対決し相討ちで頭部を真っ二つにされるが、後に軀によって飛影共々、蘇生させられる。魔界統一トーナメントでは予選を勝ち残り本選に出場。2回戦で蔵馬に敗北する。大会終了後は再び軀に仕えている。
アニメ版では蔵馬との対戦の様子が詳細に描かれ、蔵馬が妖狐の姿で戦おうとせず、南野秀一の姿で戦おうとする様子から蔵馬が本当に決着を着けたがっているのが自身の身体であることを看破して「お主になら手術を施してやってもいいぞ」と告げている。最後は蔵馬が召喚した桜億念樹の枝に燐火円礫刀の内側を絡めとられたことにより敗北。桜の美しさを褒め称えながら桜億念樹から飛び降り行方不明。また、第23話での飛影の見た夢の中では、容姿が異なる。
奇淋（きりん）
声：小関一、楠見尚己（100%マジバトル）
軀直属の戦士。「魔道本家」の称号を持つ。77人いる直属の戦士の中で最も強く、250年間軀の下でNo.2の座についていたが、後に頭角を現した飛影に取って代わられる。それまでは、3国のNo.2の中では鯱や北神を凌駕する高い妖力値を誇っていた。清廉な武人であり、恐ろしいとは思いながらも特に軀に不満がある様子ではなく、取って代わられた飛影とも良好な関係を築いていた。主である軀とは心の中では一度戦ってみたいと思っていたようで、魔界統一トーナメント開催が決定したときには「打倒・軀」を公言して憚らなかった。魔界統一トーナメントでは予選を勝ち残り本選に出場。軀との対決が叶ったのかは描かれなかった。大会前の打倒宣言に反して、トーナメント終了後も軀に敬称を使って仕えている。
黄泉の諜報員が測定した戦力データ：TP（妖力値）89,500、HP（体力）21,200、OP（攻撃力）22,000、DP（守備力）16,400、SP（特殊能力）29,900。

### 黄泉とその部下
黄泉（よみ）
声：江原正士
魔界三大妖怪の一人。
過去に蔵馬と組んで盗賊稼業を営んでいたが、あまりに血の気が多い粗野な性格であったことから蔵馬に見限られ、蔵馬の放った刺客に襲撃されたことで両目を失う。それから長い年月をかけて音や空気の流れを頼りに戦う術を身につけ（耳の数も増えている）、周囲の人間の心拍数や国家中を把握する聴力と知謀、雷禅や軀と肩を並べられる力を得るまでに成長した。雷禅の「人間の捕食をやめよう」案に対しては「好きなだけ食えばいい。どうせ、人間は勝手に増える」と述べている。
三大妖怪の中では最も若年で、最も野心家かつ頭脳派である。辛抱強く狡猾。雷禅の見立てでは霊界や人間界への侵略も考えていた様子だが、幽助に影響されたことや雷禅の旧友たちの参戦表明によって優勝の行方が全く分からなくなったこと、そしてその妖気を感じて昔の血が騒いだ結果などにより、その野心を捨てて一人の戦士に戻り、魔界トーナメントに臨む。トーナメントでは息子の修羅や幽助に勝利した後、蔵馬を通して幽助に対して賞賛の意を述べていた。親馬鹿な面もある。トーナメントの観客の中には「理想国家の再建をー!!」と叫ぶ元部下が登場しており、彼の国家観の一端がうかがえる。アニメ版の幽助戦では、試合結果自体は変わらないが幽助の大健闘が描かれている。トーナメント戦後は蔵馬と和解し、修羅を連れて修行の旅に出る。
黄泉の諜報員が測定した戦力データ：TP（妖力値）1,550,000、HP（体力）422,500、OP（攻撃力）382,500、DP（守備力）325,000、SP（特殊能力）410,000。
戦闘では魔古忌流「煉破反衝壁」により、いかなる妖気の攻撃も吸収して自身の妖力に変換できる。原作では修羅戦以外、明確な戦闘シーンがないのでこれ以外の技は不明だが、アニメ版での幽助戦では妖気の弾丸を連射するシーンもある。「煉破反衝壁」で吸収できるのは妖気のみであり、幽助が使う霊丸には貫かれて展開を維持できなくなり、ダメージを喰らっている。また、聴力や触覚のみで戦うのは体力の消耗が激しく、幽助との長期戦がたたって幽助戦後に煙鬼に敗北している。
名前の由来は黄泉から。
修羅（しゅら）
声：大谷育江
黄泉の息子。培養器内にいた時点で妖力値は8万ポイントを越えていた。魔界統一トーナメント開催時、幽助と互角程度の実力の持ち主であり、それだけに幽助は「自分の実力は黄泉とは大人（親）と子供の差がある」と自認していた。反抗期の子供さながらに性格は勝気、かつ相手を見下したような言動や態度を取ることが多いが、黄泉のことは「パパ」と呼んでいる。
予選で黄泉と対戦。修羅は真剣勝負を望み負けたら殺せと叫ぶが、黄泉に「未熟者」と一喝され、おとなしく負けを認めて引き下がった。アニメではもうワンシーン加えられており、一旦は負けを認める振りをしたものの隙を突いての騙し討ちを行った。これを中継で見ていた陣らには「（純粋に強い黄泉とは違う意味で）どっちが残っても戦いたくねえ」と言わせた。この行為は黄泉に手加減をやめさせるための行為だったが、実力差は変わらず原作と同じ結末になった。
妖駄（ようだ）
声：北村弘一
黄泉国家の参謀の一人。戦闘要員としてではなく、知略要員として黄泉に仕える。黄泉が国家を解散した後、魔界統一トーナメントの解説に転職。
鯱（しゃち）
声：辻親八
黄泉国家の軍事総長。数百年に渡って将来有望な幹部候補を暗殺し、No.2の地位を守り通してきたが、妖狐に戻った蔵馬の前に瞬殺される。空を使い、蔵馬の義理の弟を人質に取るが「黄泉のとる手段ではない」と蔵馬に見抜かれ、最後は義弟を人質にとっていた空からも裏切られる形となる。黄泉からは自分の謀略を見抜かれ、密かに鯱以上のNo.2に相応しい者が倒すための踏み台扱いされていた。
軍事総長の座を奪われた場面にて、蔵馬を抜擢したことへの懸念と異議を申し立てるも黄泉に自身の裏での行いを咎められ一蹴されたが、アニメ版ではこの直後に妖駄から無能呼ばわりされ、罵倒を止めに入った黄泉からも「鯱の優れた妖力は誰もが認めるが、それ以外のことを求めるのは酷」と追い討ちを掛けられるシーンが追加されている。その他、蔵馬への闇討ちの際に三叉の槍を使って戦い、事切れる寸前に妖気計が示した蔵馬の妖力値に驚愕するシーンが描かれた。
死の直前に「蔵馬が子飼いの6人を率いて謀反を起こす可能性がある」と黄泉に進言している。鯱自身は魔界トーナメントなどのことまで予見しての進言ではなく、単に蔵馬を貶めたいだけの意図で言った可能性が高かったが、結果的にはその進言は後に的中。黄泉は幽助の魔界統一トーナメントの提案を飲まざるを得なくなった。
黄泉の諜報員が測定した戦力データ：TP（妖力値）37,800、HP（体力）10,900、OP（攻撃力）10,500、DP（守備力）11,000、SP（特殊能力）5,400。
空（から）
声：西川幾雄
鯱の命令で、人質にするため蔵馬の人間界での義弟にとり憑いていた妖怪。蔵馬に義弟にとり憑いていたことを見抜かれると姿を現して脅しをかけるが、逆に蔵馬に脅し返され蔵馬側に寝返る。

### 雷禅の大昔の喧嘩仲間
煙鬼（えんき）
声：飯塚昭三
雷禅の大昔の喧嘩仲間。見た目は鬼のような姿だが性格は極めて温厚。準々決勝（アニメでは準決勝）で軀を、決勝で才蔵を破り、魔界統一トーナメント優勝者となる。彼を始めとする雷禅の旧友たちは、魔界三大妖怪に数えられる黄泉と同等、もしくはそれ以上の実力を秘めており、それでいながら野心を持たない穏健派。魔界の勢力争いには参加せず、野心も持たず人知れず生活していたためにその名は知られていなかった。愛妻家。大会後は大会参戦により腰痛を患い、孤光に介抱されながら幽助からの正聖神党参戦申し出を辞退。幽助からの、権限を用いる代案に承諾した。
魔界統一トーナメント優勝後、魔界の王となった彼の最初の政策は「人間界に迷惑をかけないこと」。霊界と紳士協定を結び、最終的には魔界と人間界、霊界の和睦を目標にしている様子。彼が王となってからは妖怪は人間界での悪事をぴたりとやめており、積極的に人間界で暮らしている妖怪もいる。
孤光（ここう）
声：雨蘭咲木子
雷禅の大昔の喧嘩仲間。雷禅に惚れていたグラマーな女妖怪。雷禅にアタックし続けたが、雷禅が人間に惚れたためフラれて自棄になったところ、煙鬼と結婚した。煙鬼からは大事にしてもらっているらしい。トーナメントでは黄泉に勝利するが九浄に敗退。煙鬼が優勝して魔界の王となってからは、彼のマッサージをしたりと良き妻として彼を支えている。
棗（なつめ）
声：佐藤しのぶ
雷禅の大昔の喧嘩仲間。魔界統一トーナメント1回戦（アニメでは予選）で対戦した酎に一方的に惚れられるが、彼女自身もまんざらでも無いらしく、その後戦いの相手を律儀に務め、酎を揶揄した九浄に対して自分のことのように怒ったりしている。2回戦で軀と対戦し敗退するが、その際、別ブロックから幽助と黄泉の妖気の放出を感じ取り、体力の削り合いをやめた。アニメでは九浄の双子の妹。
九浄（くじょう）
声：真殿光昭
雷禅の大昔の喧嘩仲間。3回戦で蔵馬と対戦し勝利するも、準決勝で才蔵に敗退。アニメでは凍矢と対戦し、凍矢の氷に妖気をわざと吸わせて妖力を互角まで落としたが、勝利。
アニメでは棗の双子の兄。
痩傑（そうけつ）
声：小杉十郎太
雷禅の大昔の喧嘩仲間。魔界統一トーナメントでは1008年ぶりに周と対戦、トレードマークのハンチング帽を「全然似合ってない」とつっこまれていた。アニメではまず陣と対戦、陣以上の飛翔術を見せて翻弄し勝利。戦いの中で、1500年前雷禅に挑みかかっていたころの自分と同じ感情を陣の中に見つけた。
周（しゅう）
声：伊藤栄次
雷禅の大昔の喧嘩仲間。メタル族という種族の妖怪で、アニメでは銀色に光る金属質な皮膚を持つ体をしている。痩傑いわく「金物臭いチビ」。痩傑との対戦時、別ブロックから幽助と黄泉が放出した妖気を感じ取り、共鳴するかのように妖気を放出した。
才蔵（さいぞう）
雷禅の大昔の喧嘩仲間。翼が生えている。本編では台詞無しだが、魔界統一トーナメント準優勝者である。
鉄山（てつざん）
雷禅の大昔の喧嘩仲間。ヘルメットを被っている。本編では台詞無し。トーナメント2回戦で才蔵に敗退。
電鳳（でんほう）
雷禅の大昔の喧嘩仲間。9人のなかで巨体。本編では台詞無し。

### その他の魔界統一トーナメント出場者
柘榴（ざくろ）
声：宇垣秀成
魔界統一トーナメントで優勝し魔界を闇の世界にするという野心を2回戦で当たる予定の幽助に宣言するも1回戦敗退。
アニメでは同シーンでの登場はしていないが、最終回にてパトロール隊となり奇淋、飛影らと軀について会話している姿が描かれた。
枢（とぼそ）
作中に登場はしていないが、柘榴を破ったとトーナメント表に書いてある。トーナメント2回戦で幽助に敗退。
猫糞（ねこばば）
幽助の1回戦の対戦相手。原作では幽助にやられるシーンのみの登場で、左足裏に名前が書かれていた。アニメ版では「猫玉（ねこたま）」に名前が変更。妖気を放出して巨大化し、空中に跳んだ幽助を爪を伸ばして攻撃するが、瞬殺された。
流石（さすが）
声：かないみか
鈴駒の1回戦の対戦相手となった、少女姿の妖怪。友達と出たら勝ち残ったと和気藹々ムードだった。鈴駒に勝ち、アニメ版ではその後惚れられて追い掛け回される。後に彼女になる。

### 魔界統一トーナメント開催前
斉藤 里子（さいとう さとこ）
蔵馬が魔界に行った後に行われた盟王高校の試験で、488点で3位に入った。1位は海藤優493点。2位は南野秀一490点。
食脱医師（くだくすし）
声：土井美加
700年前、雷禅が人間界で遭遇した女性。密教屈指の術者で、食人鬼である雷禅には完全に実力で敵わなかったが、それにもかかわらず言葉と態度で圧倒したことから、雷禅はその態度に惚れ、一晩かけて拝み倒したという。その後、子供を産んですぐに亡くなったとのこと。幽助の遺伝上での母親。
光を奪った妖怪
声：伊藤栄次
1000年ほど前、蔵馬が黄泉暗殺のために雇った妖怪。武器は2本の短槍。原作とアニメでは容姿が異なる。
別行動を取っていた黄泉を襲撃し、視力を奪う。当時の黄泉と比較して、高い実力を有していたが、黄泉から反撃を受けて深手を負い「報酬よりも命が大事」と捨て台詞を残して逃走。アニメでは黄泉を襲撃した際の様子が詳細に描写されており、黄泉に同行していた部下たちを一瞬で全滅させた後に黄泉との一騎打ちに持ち込み黄泉の視力を奪った。その際に、やぶれかぶれの黄泉の反撃を受けて深手を負った。
その後、三大妖怪になった黄泉に発見され、両目を縫われ、身体も生きているのが不思議なほどボロボロの状態にされて幽閉されていた。黄泉は蔵馬をその場に連れてきて、殺してくれと懇願する刺客の願いを聞き入れ、最後の質問として誰に頼まれて自分を襲ったのかと問い、「銀髪の妖狐、恐ろしく冷たい目をした男」と言わせた後に頭部を踏み潰すことで刺客の望みを叶える。原作では黄泉の明確な心理描写は出てこなかったが、アニメでは蔵馬の名前をはっきり出され、黄泉は感情を隠せないほど激昂して刺客に止めを刺した。
なお、原作アニメ共に名称不明（アニメのキャストクレジットでは妖怪）であるため『100%マジバトル』では「光を奪った妖怪」という名前で実装された。

## 特別読切『TWO SHOTS』
喜多嶋 麻弥（きたじま まや）
声：松岡由貴（ドラマCD版）、田辺留依（2018年OVA版）
蔵馬の中学時代の同級生。オカルトが好きで多少の霊感があり、片思い相手である蔵馬の近くにいることで霊力が増し、妖怪が見えるようになった。
近辺を縄張りとしていた妖怪・八つ手に捕まるも霊力がより高まるまで捕食を延期されたことが幸いして、蔵馬に助けられるが彼女の身を案じた蔵馬によって、彼への想いごと、その時の記憶を夢幻花の花粉で抹消される。
田坂（たさか）
声：野上翔（2018年OVA版）
蔵馬の中学時代の同級生男子。麻弥へ好意を抱いていることから、蔵馬に嫉妬している。麻弥の両親から麻弥が帰宅していないことを蔵馬に知らせたことで、蔵馬は麻弥が八つ手に捕らわれたことを察した。
ドラマCDには未登場で連絡してきたのも女生徒に変更。
反吐鬼（へどき）
声：西川幾雄（ドラマCD版）、土門仁（2018年OVA版）
八つ手の配下。人間に寄生して操ることができる。
以前、蔵馬に半殺しにされ、蔵馬の住んでいる町に近づかないことを条件に見逃されるが、八つ手の配下になったことで蔵馬に宣戦布告。人間の男性に寄生した状態で麻弥を捕らえ、八つ手に献上するも褒美として自身が食われた上、不味いと酷評された。OVAでは麻弥を捕らえた後の登場はカットされたために生死不明。
八つ手（やつで）
声：加藤治（ドラマCD版）、乃村健次（2018年OVA版）
妖怪や霊力の強い人間を食えば食うほど強くなる妖怪。肩と頭部にも腕を備えており、足も腕のような形状をしている。「人間にしても妖怪にしても食べるのは女に限る」という嗜好の持ち主だが、食い散らかすゆえに飛影からは「育ちの悪い」と評されている。蔵馬と飛影と交戦した際には麻弥や雪菜を食べたと嘘を付き、彼らを挑発する狡猾さも見せた。
蔵馬が住んでいる町にあるマネキン人形廃工場をアジトに活動。雪菜を探している最中の飛影と交戦し、一度は勝利。蔵馬と飛影との2対1の戦いにおいても優位に立つが、2人がコンビネーションを行うようになると戦況は一転し、囮のマネキン人形に引っかかった隙を突かれ、蔵馬の雑草剣で胴体を飛影の剣で首を切断された。死に際、褒美として、麻弥が無事なことと雪菜を食べてはいないことを告げる。
この話で飛影が蔵馬の名を知るのは原作・アニメ版では八つ手戦の後、飛影に尋ねられたことで蔵馬自身が名乗ったが、ドラマCDでは八つ手が蔵馬を名指しする展開に変更。